# Cultura da Suécia

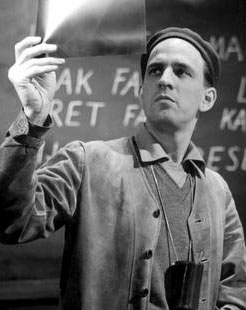
Ingmar Bergman

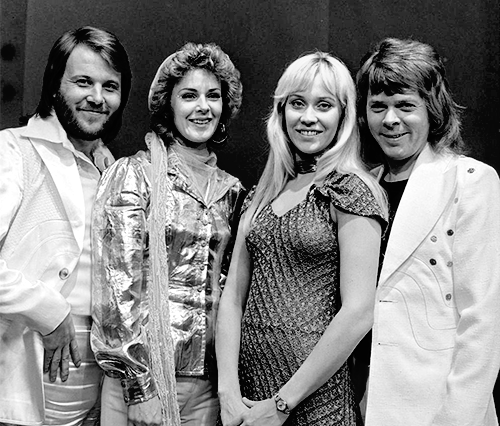
ABBA

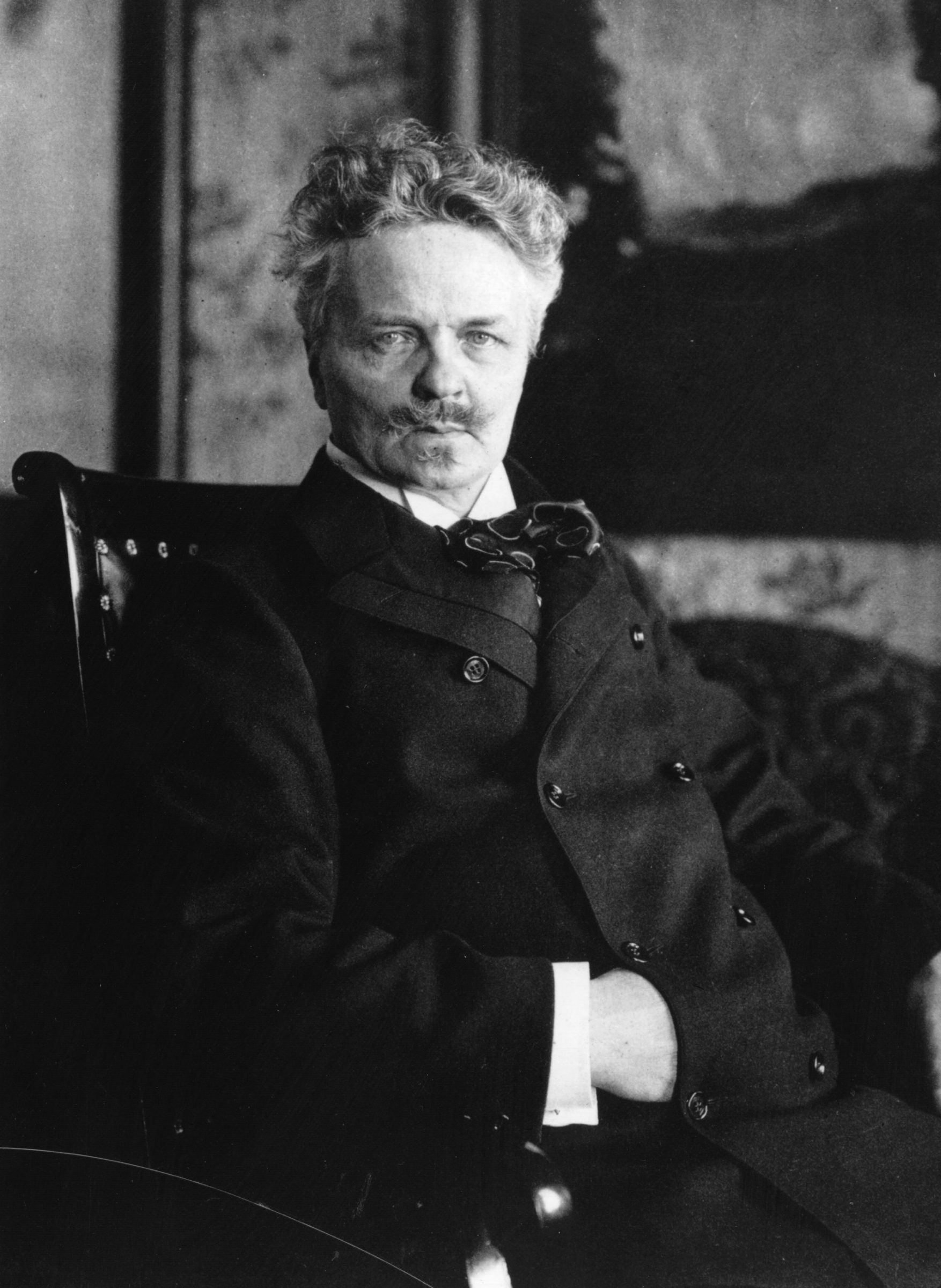
Strindberg

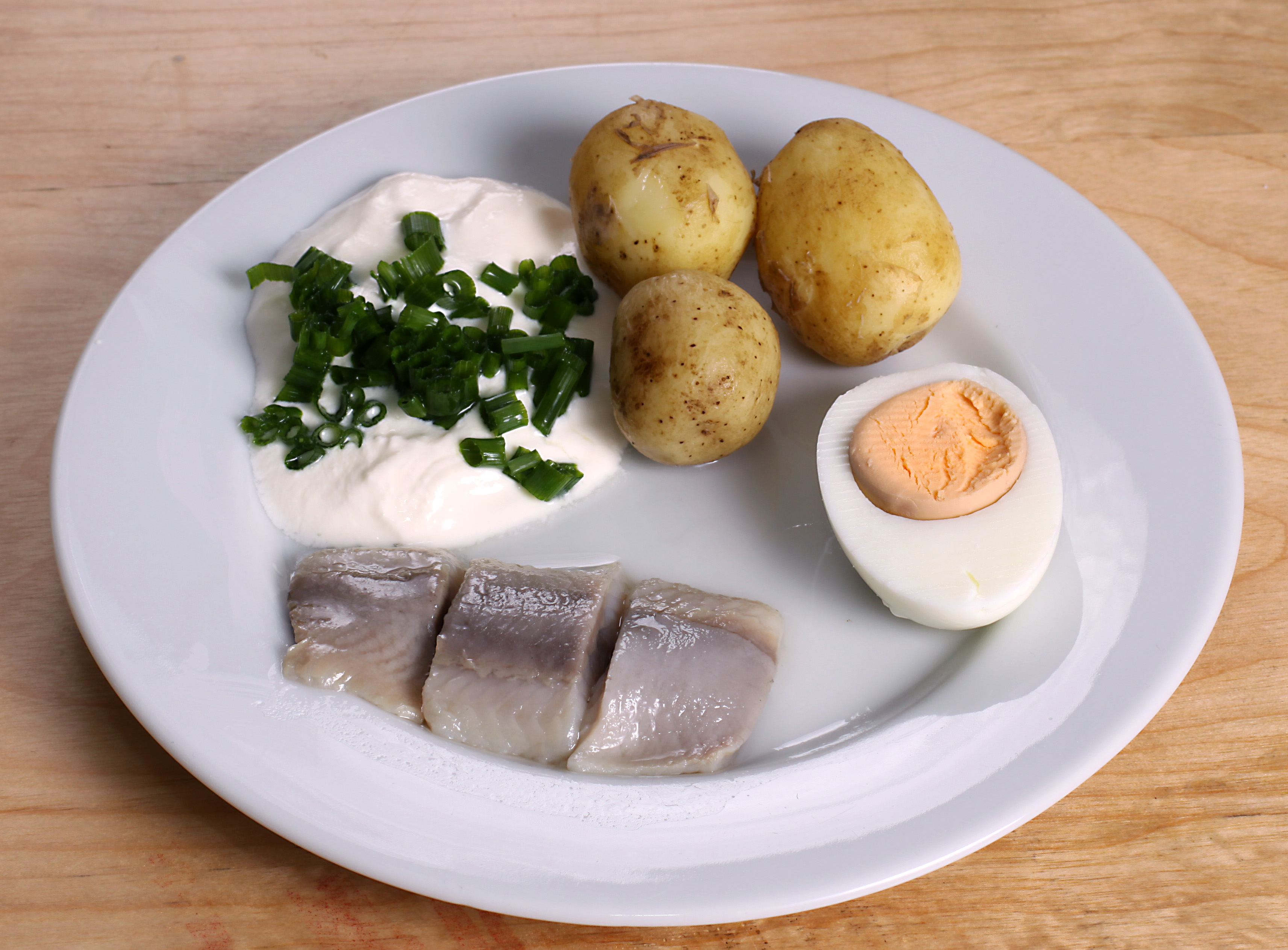
Arenque com batata cozida (Fotografia: Fluff)

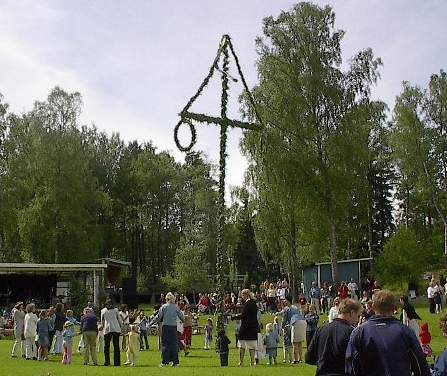
Festa do Verão em Åmmeberg

A Cultura da Suécia engloba todas as manifestações culturais produzidas no país, desde as obras do escritor August Strindberg e do pintor Anders Zorn até às especulações históricas de Olof Rudbeck e à classificação de animais e plantas de Lineu, passando pela peça artesanal do cavalo de Dalarna, pela música folclórica da Hälsingland e pela celebração anual do natal e da festa do verão. 
No século XX, o cinema sueco destacou-se além-fronteiras pelos trabalhos do realizador Ingmar Bergman e das atrizes Greta Garbo, Ingrid Bergman e Anita Ekberg.

A cultura da Suécia faz parte da cultura nórdica e escandinava, e está intimamente relacionada com o povo sueco e com a história da nação sueca.

## Línguas da Suécia
O sueco (svenska) é uma língua germânica, parente do alemão e do inglês, falada por nove milhões de pessoas, na Suécia e em partes da Finlândia, incluindo as ilhas de Aland. É mutuamente inteligível com as duas línguas nórdicas vizinhas, o dinamarquês e o norueguês.

## Música
A música na Suécia tem sido produzida e usofruída sobretudo na forma de música clássica, música folclórica e música pop. O seu compositor clássico mais conhecido é Hugo Alfvén (século XIX e XX). A sua música folclórica está ligada às províncias históricas tradicionais. Nos tempos comtemporâneos, têm sido apreciados nacional e internacionalmente, artistas como Björn Skifs, os ABBA e os Roxette. O país tem participado assiduamente no Festival Eurovisão da Canção, onde conseguiu várias vitórias.

A Música da Suécia é, em muitas mentes, conectada ao ABBA,Europe e ao Roxette, apesar de mais recentemente bandas independentes como Millencollin, Soundtrack of Our Lives, The Hives, International Noise Conspiracy e The Cardigans começarem a alcançar renome internacional. Também se tornaram reconhecidas mundialmente bandas de Heavy Metal mais ligadas ao movimento Death Metal tais como Soilwork, Dismember, Entombed, Therion, In Flames e At The Gates. Também é da Suécia a cantora Lykke Li. A famosa banda de rock Ghost, do vocalista Tobias Forge, também é sueca. A Suécia participa anualmente do Festival Eurovisão onde a maioria dos artistas pop do país tradicionalmente participam. A final da seleção nacional o Melodifestivalen para o país. A Suécia tem 6 vitórias no certame 1974,1984,1991,1999, 2012 e 2015.

Hugo Alfvén em Estocolmo, 1937
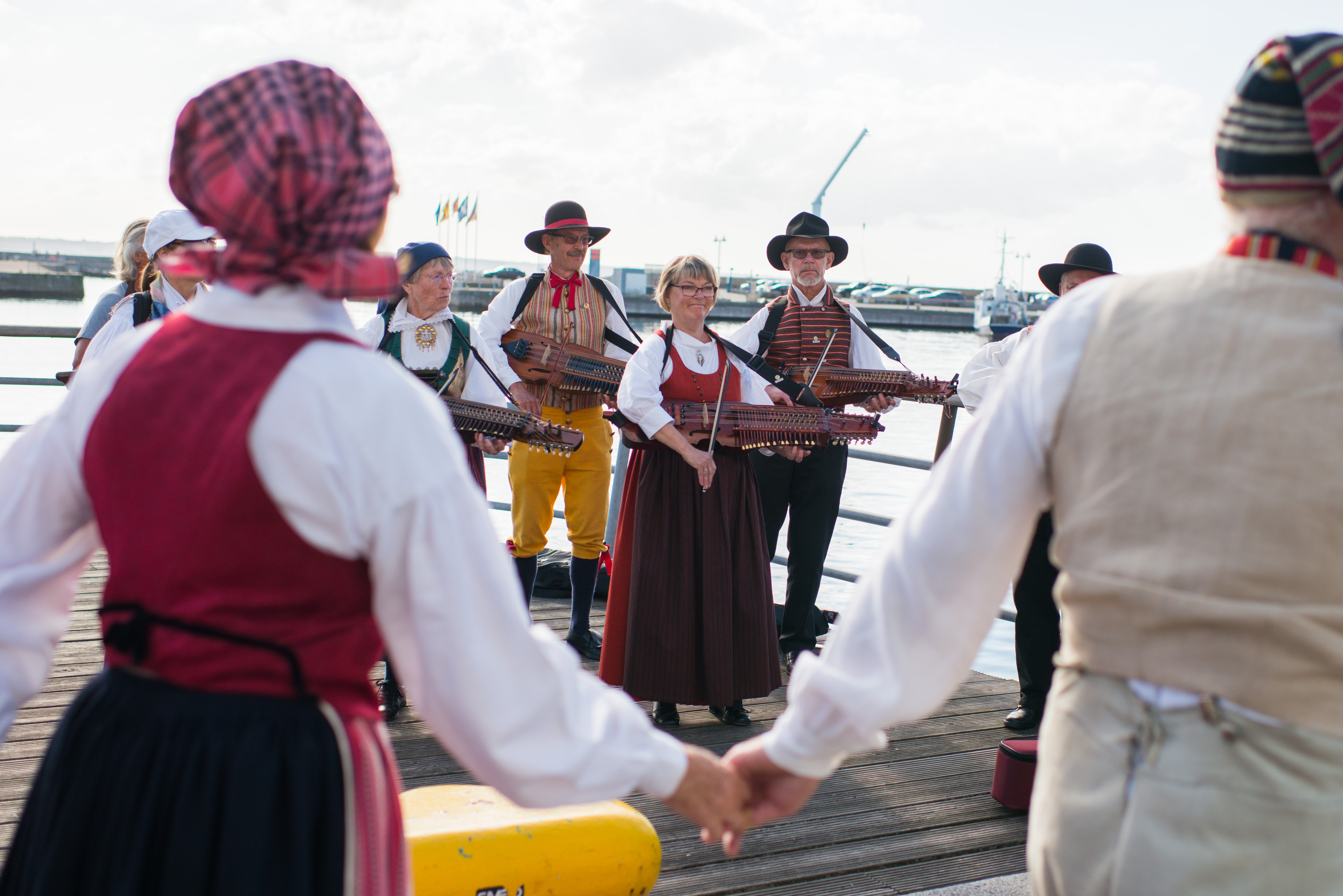
Música folclórica sueca de dança com nyckelharpa, 2015

## Literatura
A Literatura sueca é desde fins do século XIX vibrante e activa. August Strindberg é um dos mais populares escritores suecos. Atualmente Henning Mankell, com seus romances de Kurt Wallander, é conhecido mundialmente. Hoje em dia, a Suécia conta com mais um grande autor, Stieg Larsson, nascido em 1954 na cidade de Skelleftehamn e morto vítima de um ataque cardíaco em 2004, aos 50 anos, pouco após entregar aos seus editores a trilogia Millenium.

A Suécia é o terceiro país com maior número de vencedores de Prêmio Nobel na literatura - Selma Lagerlöf, Verner von Heidenstam, Erik Axel Karlfeldt, Pär Lagerkvist, Eyvind Johnson, Harry Martinson, Tomas Tranströmer e Nelly Sachs.

## Pintura
A pintura no país está representada desde a Idade da Pedra por pinturas rupestres em superfícies rochosas ao ar livre, datadas para ca. 6 000-2 000 a.C.                                                                                                                                          Da Idade Média, restam numerosas igrejas medievais com pinturas murais.                                                                                                                                                                                Nas épocas mais recentes, a pintura na Suécia combina tradições suecas com impulsos vindos do exterior, tanto da Europa – sobretudo Alemanha, Holanda, França, Itália e Inglaterra – como dos Estados Unidos.                                                                                       
Entre os pintores modernos mais famosos estão Anders Zorn, John Bauer e Carl Larsson.

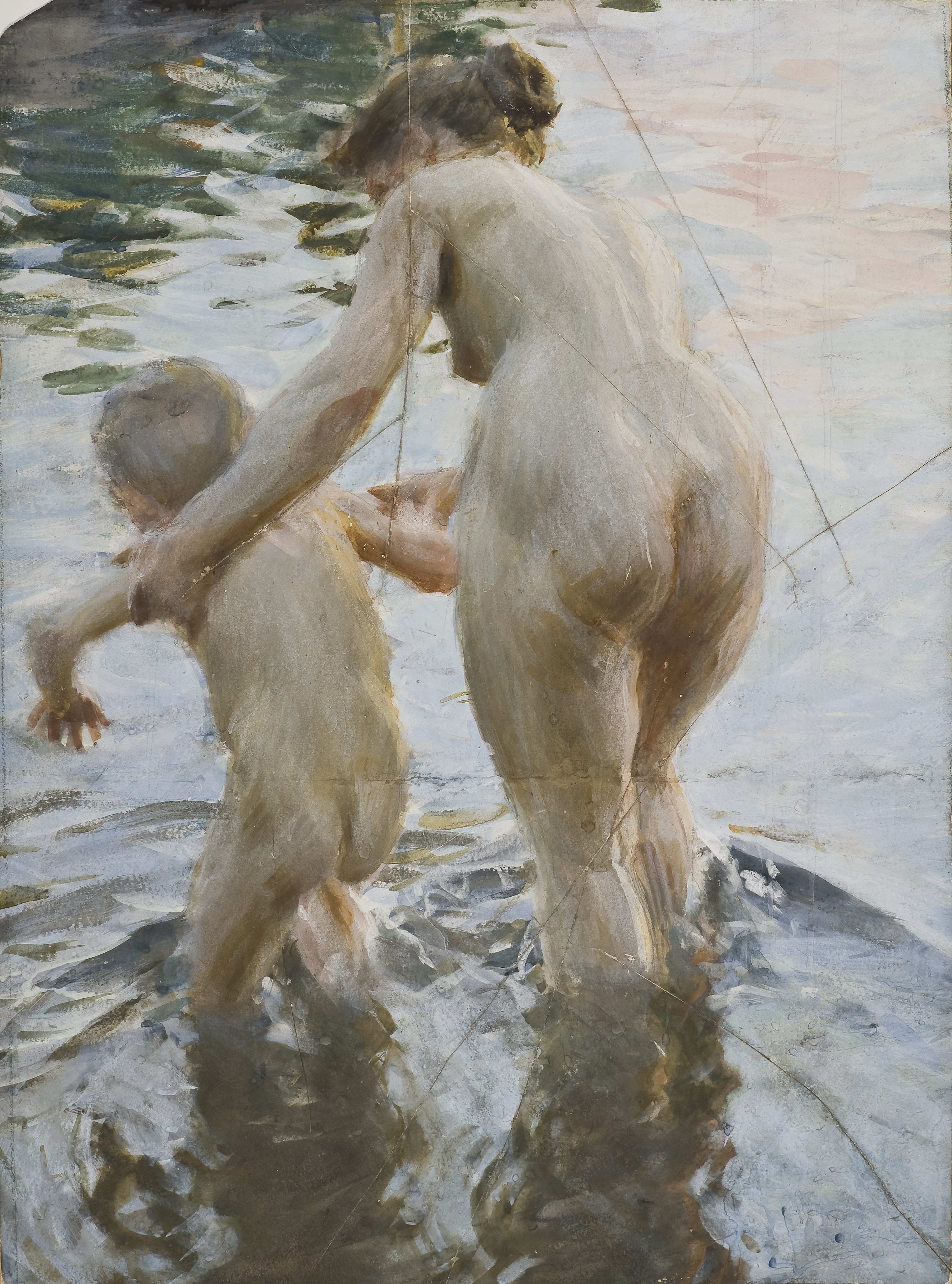
Uma estreia Anders Zorn (1888)
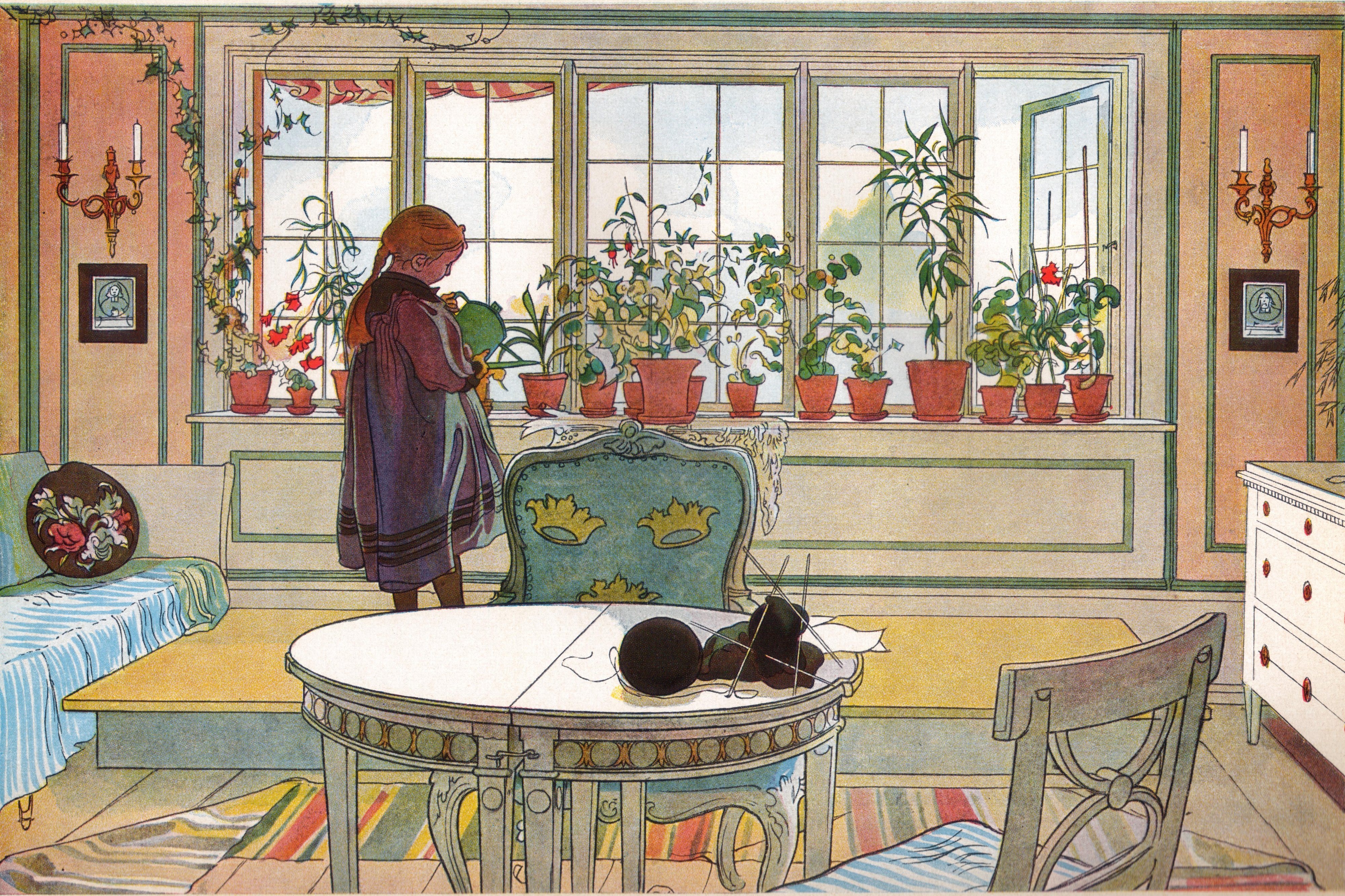
Flores na janela Carl Larsson (1894)
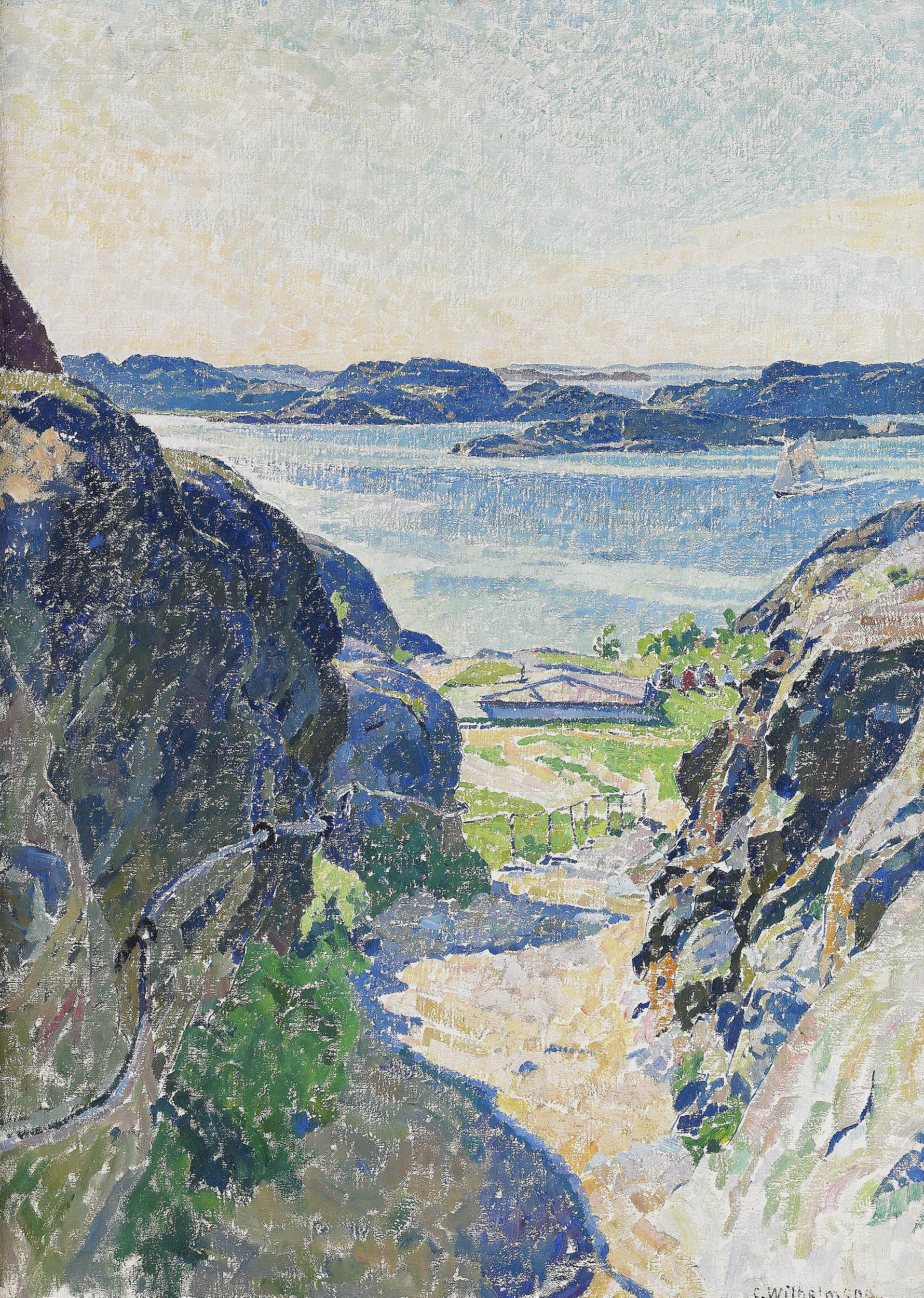
Fiskebäckskil Carl Wilhelmson 1915

## Escultura
A escultura chegou relativamente tarde à Suécia.                                                                                                                                            Após um período de peças com intenções moralistas e patrióticas, representando reis, homens famosos e figuras mitológicas, uma nova era se abriu com enorme variação, com foco nas mulheres, nas crianças e nos animais, assim como em peças abstratas e não-figurativas.                                                                                                                                                                                                                  Entre os escultores modernos mais famosos estão Carl Milles, Carl Eldh, Carl Fredrik Reuterswärd, Bror Hjorth e Lars Vilks.

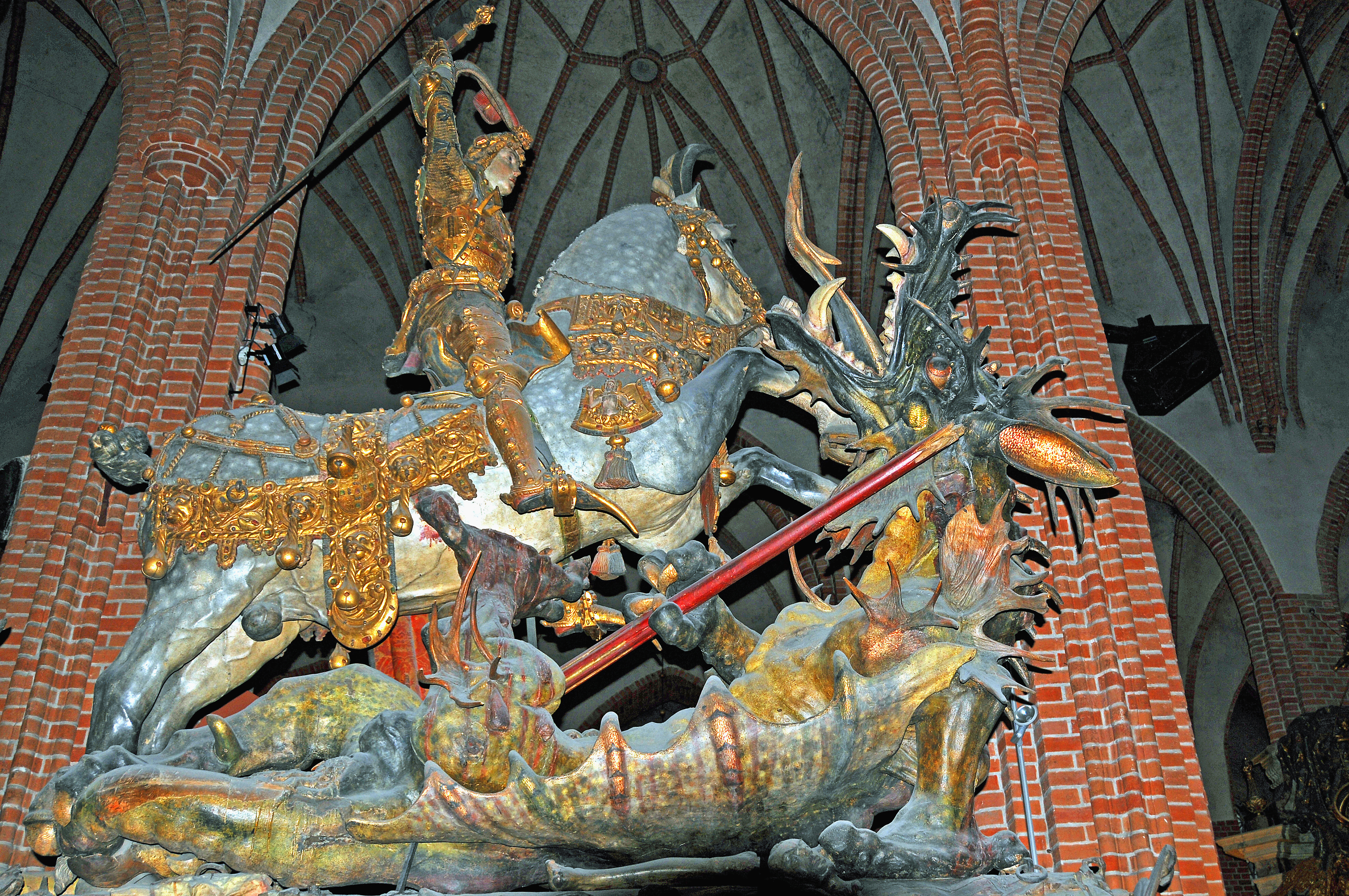
São Jorge e o dragão (Bernt Notke, 1489) Catedral de São Nicolau de Estocolmo
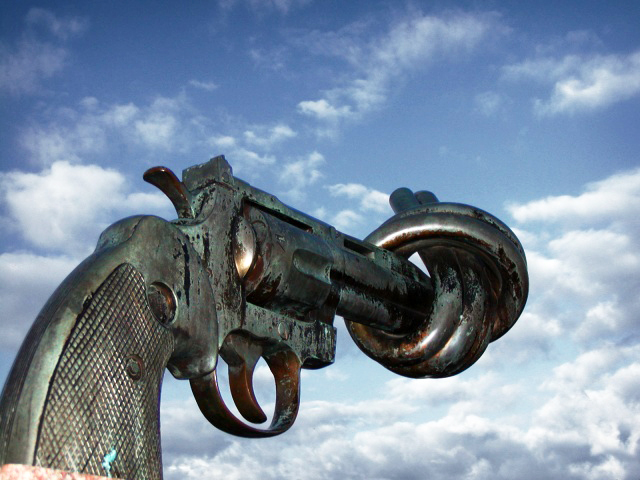
Non violence Carl Fredrik Reuterswärd.
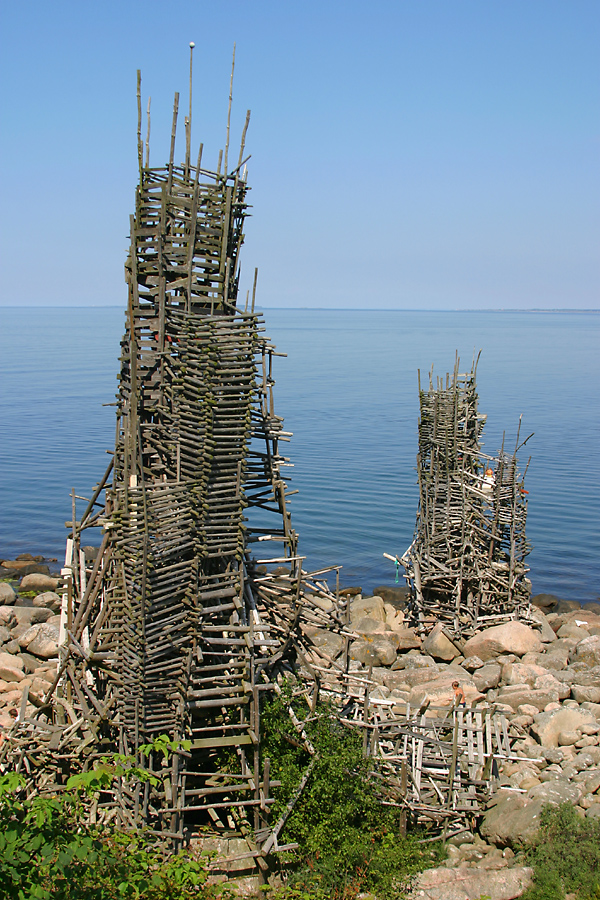
Nimis Lars Vilks
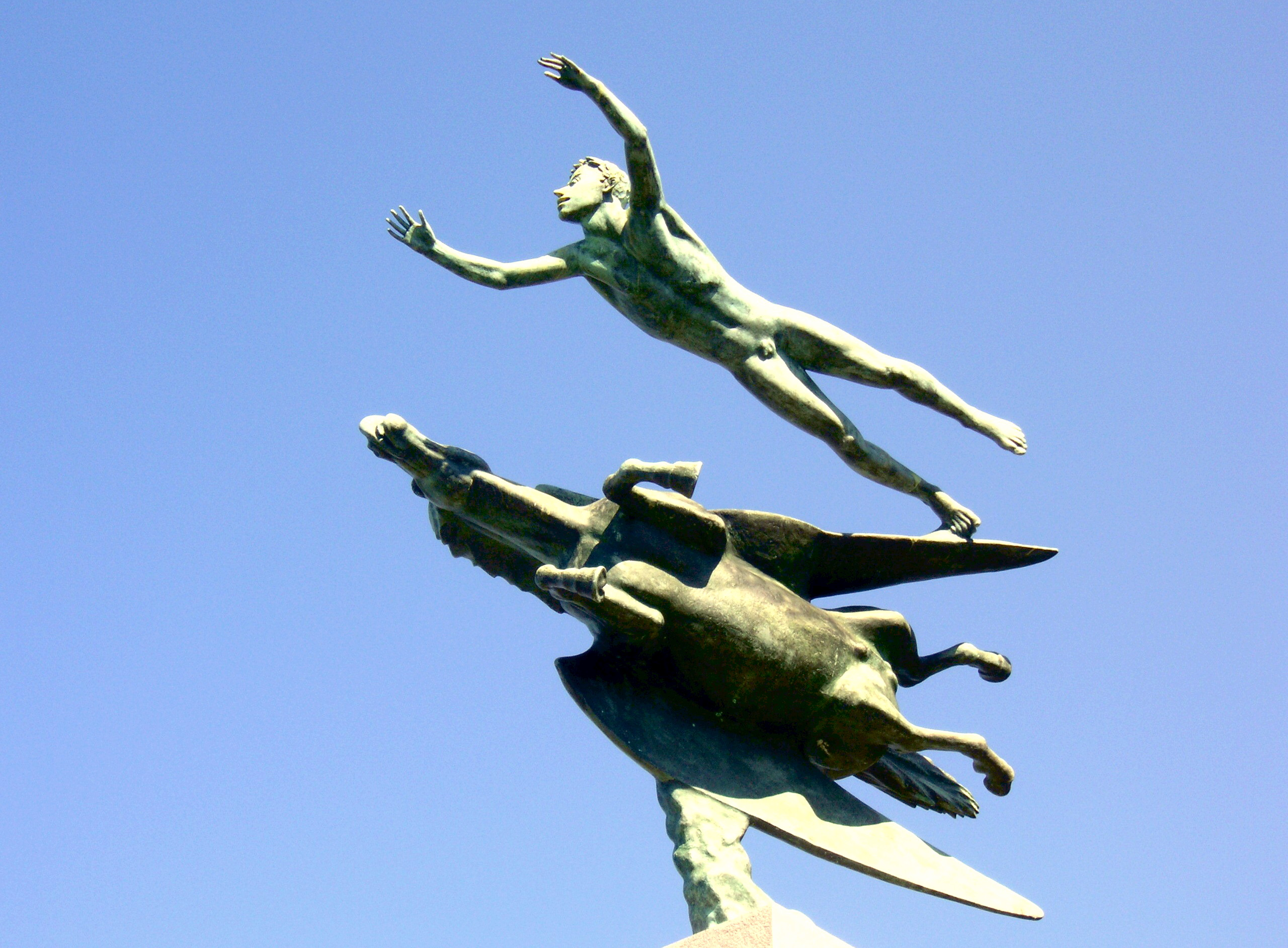
O Homem e Pégaso (Människan och Pegasus) Carl Milles, 1908
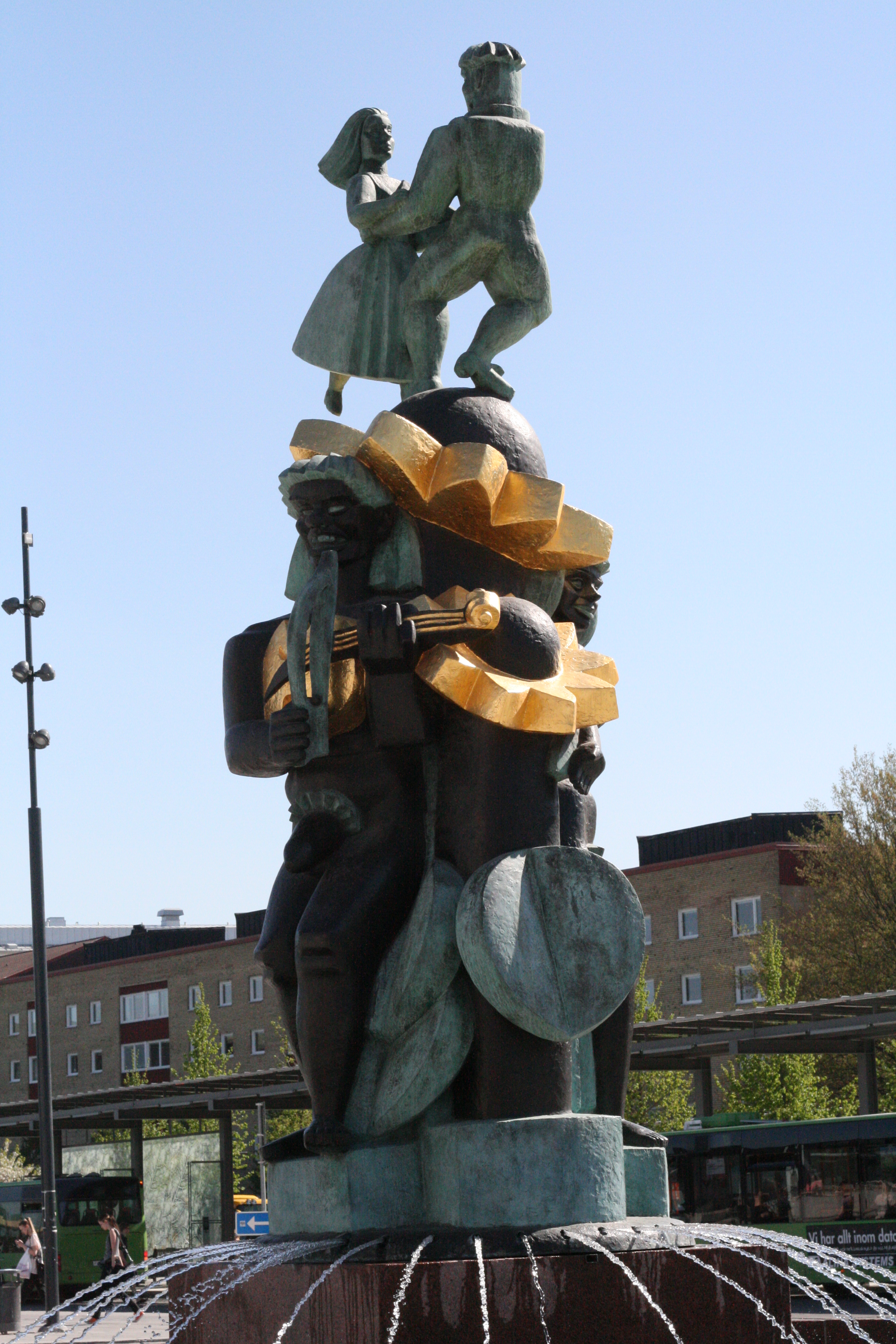
Näcken dançando polska (Näckens polska) Bror Hjorth, 1967

## Arquitetura
A arquitetura na Suécia combina tradições suecas com impulsos vindos do exterior. As influências vieram da Europa e mais recentemente dos Estados Unidos. De uma forma geral, essas influências chegaram tarde e foram adaptadas ao gosto e tradições do país. Assim, o neoclassicismo virou  estilo gustaviano (Gustaviansk stil), o estilo império ficou estilo Carlos João (Karl Johanstil), e o modernismo desembocou no funcionalismo (funktionalism).

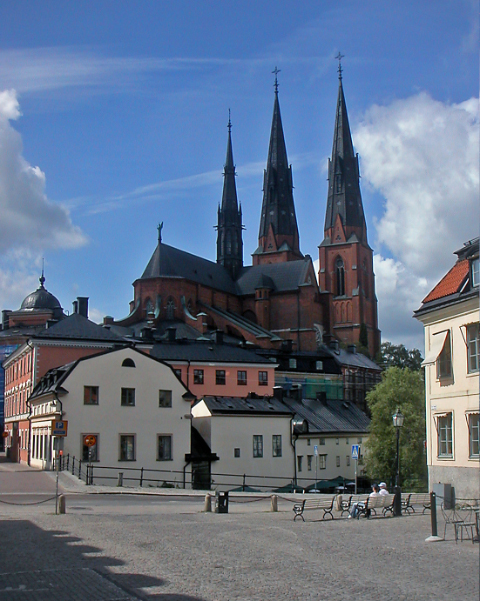
Catedral de Uppsala (século XV). Estilo gótico em tijolo de Uppsala
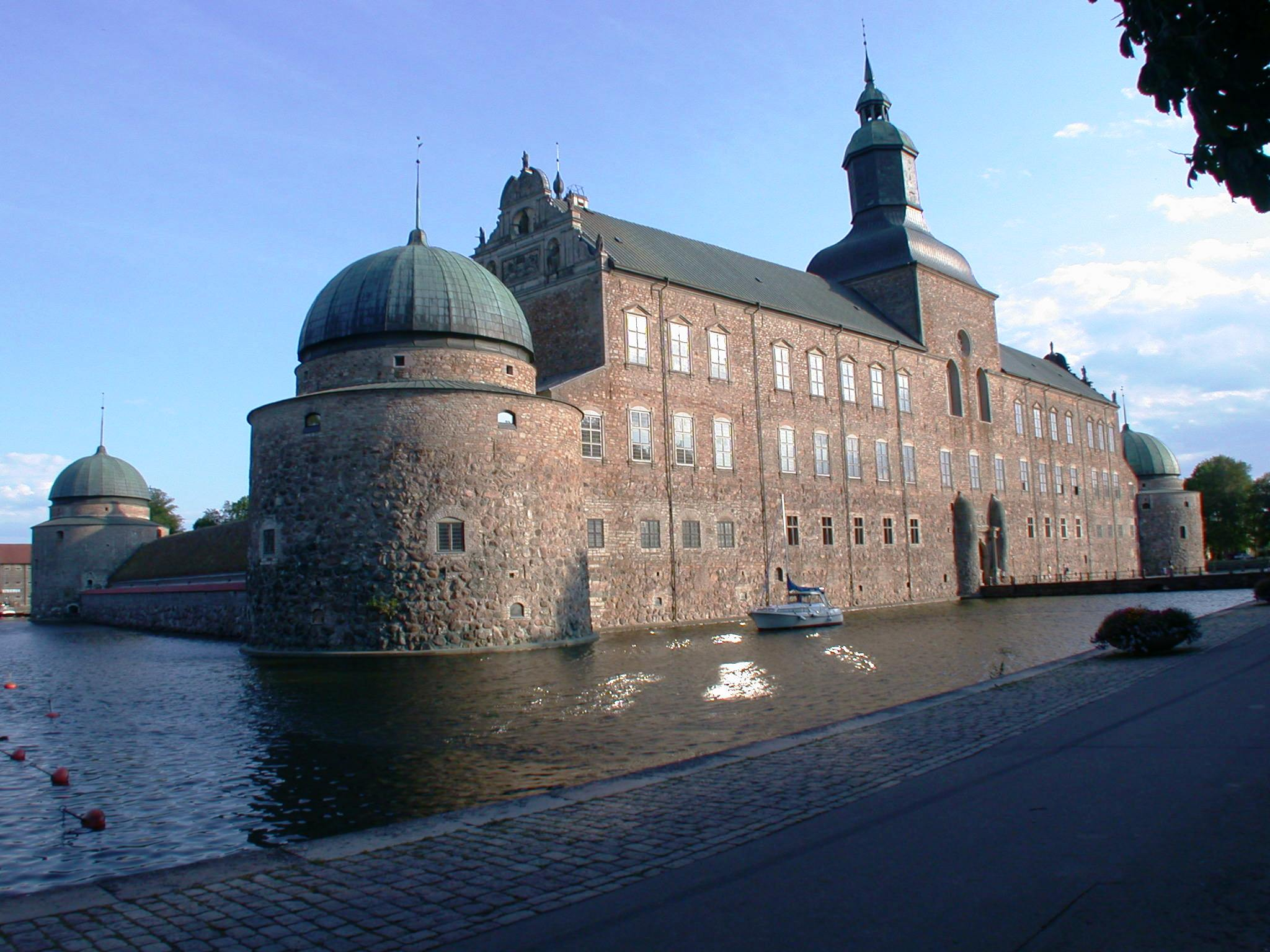
Castelo de Vadstena século XVI Vadstena
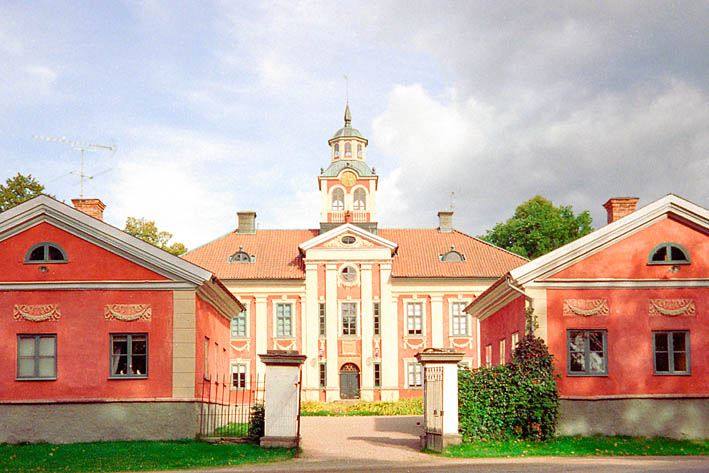
Palácio de Mariedal século XVII Götene
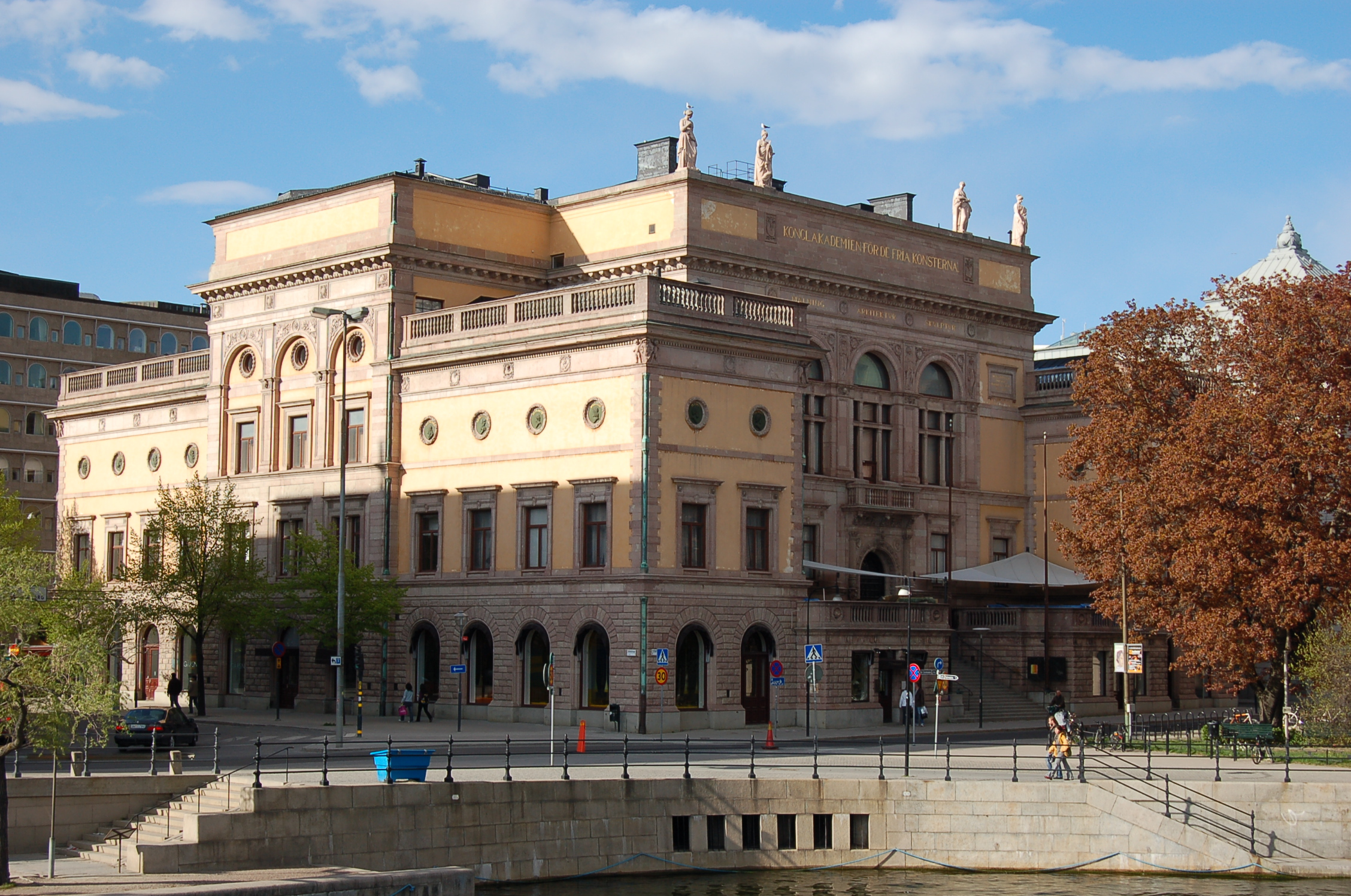
Academia Real de Artes da Suécia século XVIII Estocolmo
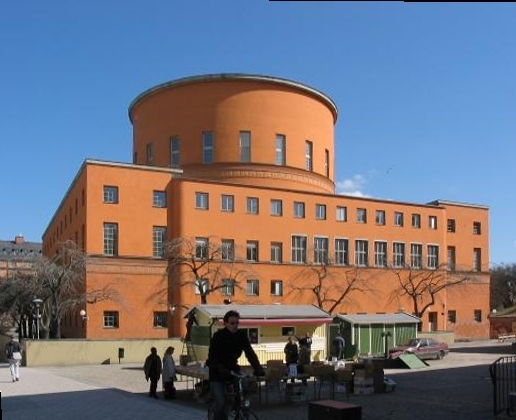
Biblioteca Municipal de Estocolmo século XX Estocolmo
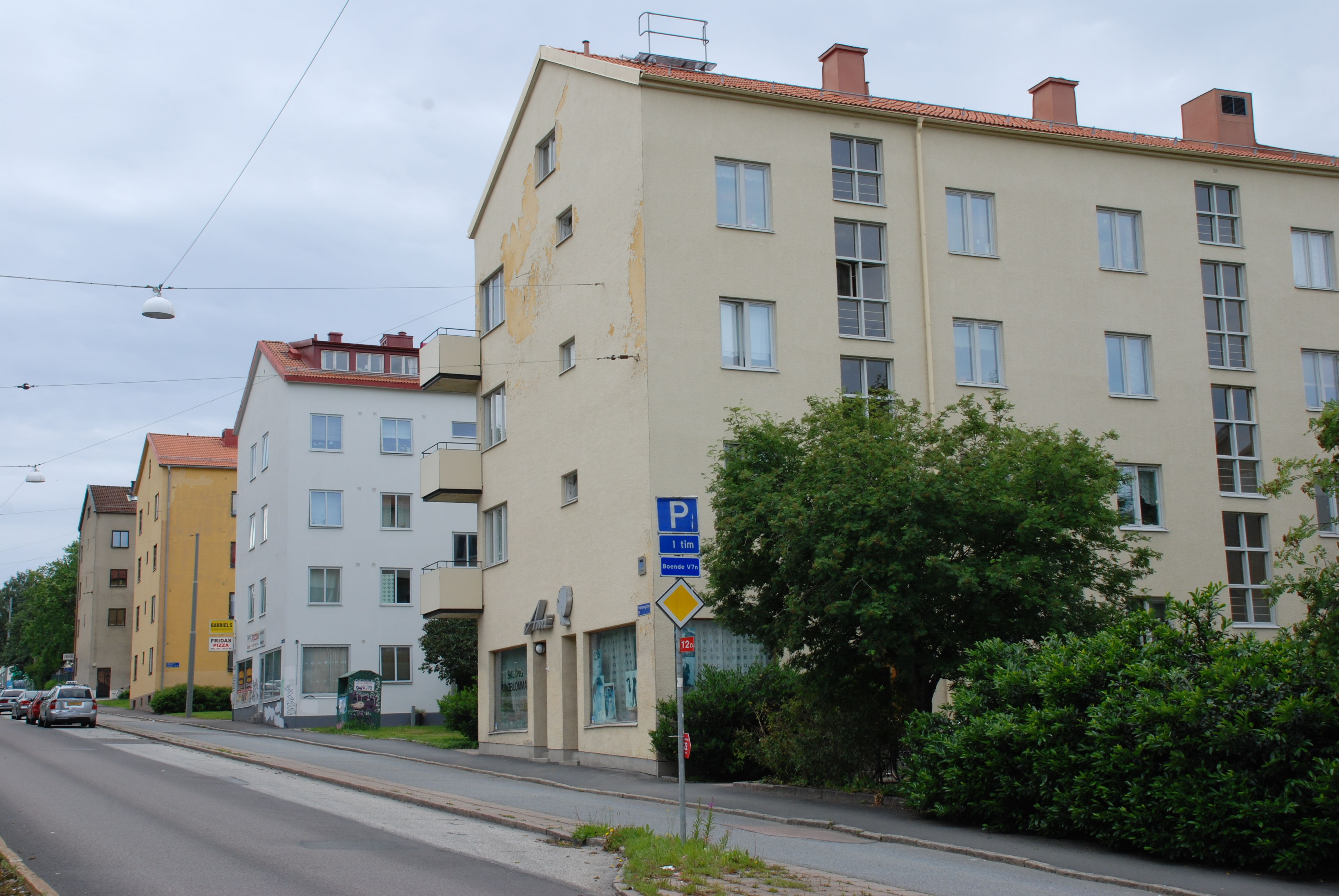
Bairro de Sandarna século XX Gotemburgo

## Design
O design sueco tem longas tradições e é caracterizado pelo espírito inovativo e pela busca de soluções práticas e funcionais, como é o caso do cinto de segurança de três pontos e da embalagem Tetra Pak. 

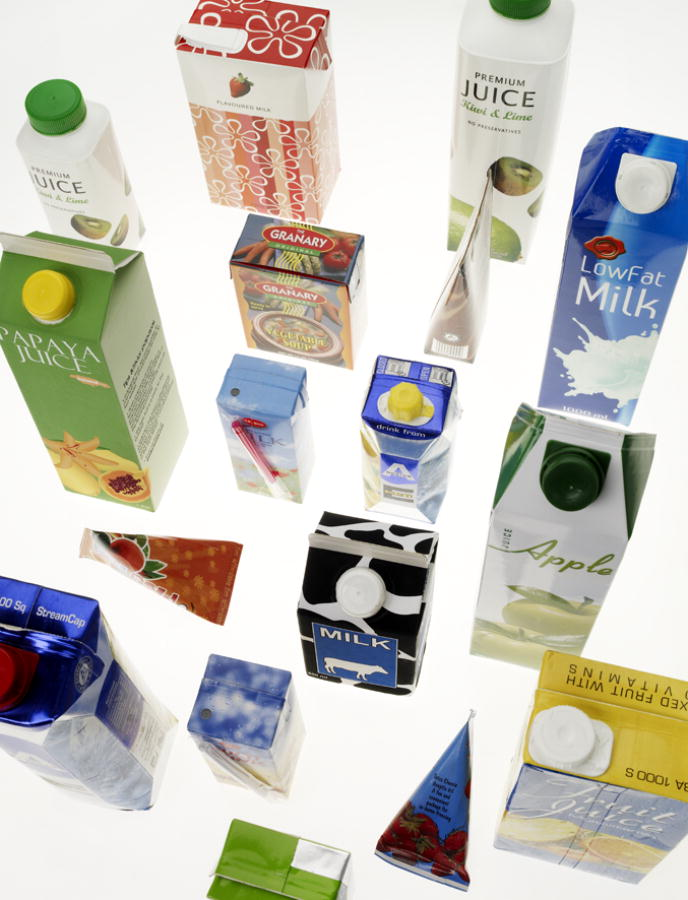
Embalagens Tetra Pak
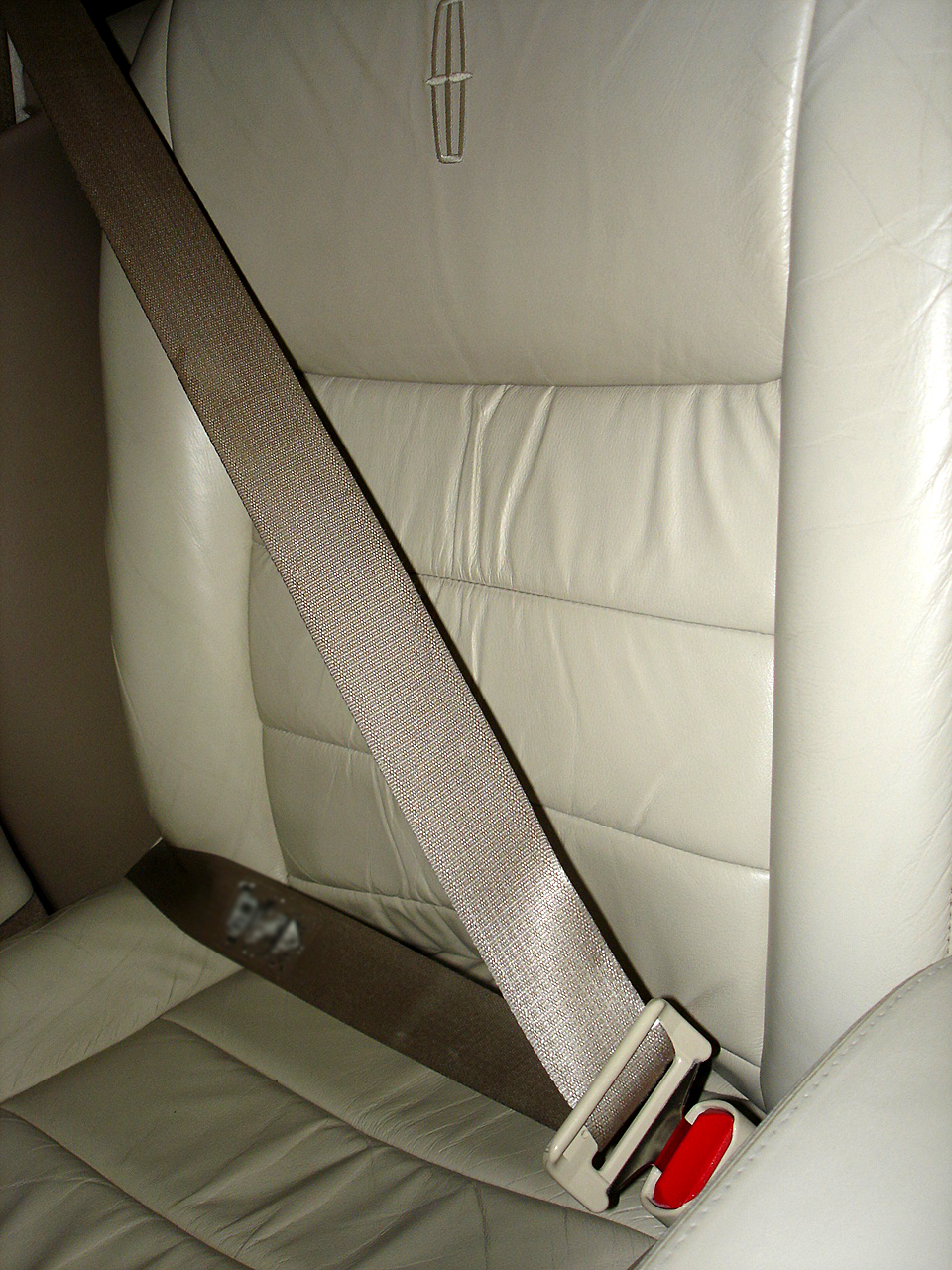
Um cinto de segurança de três pontos
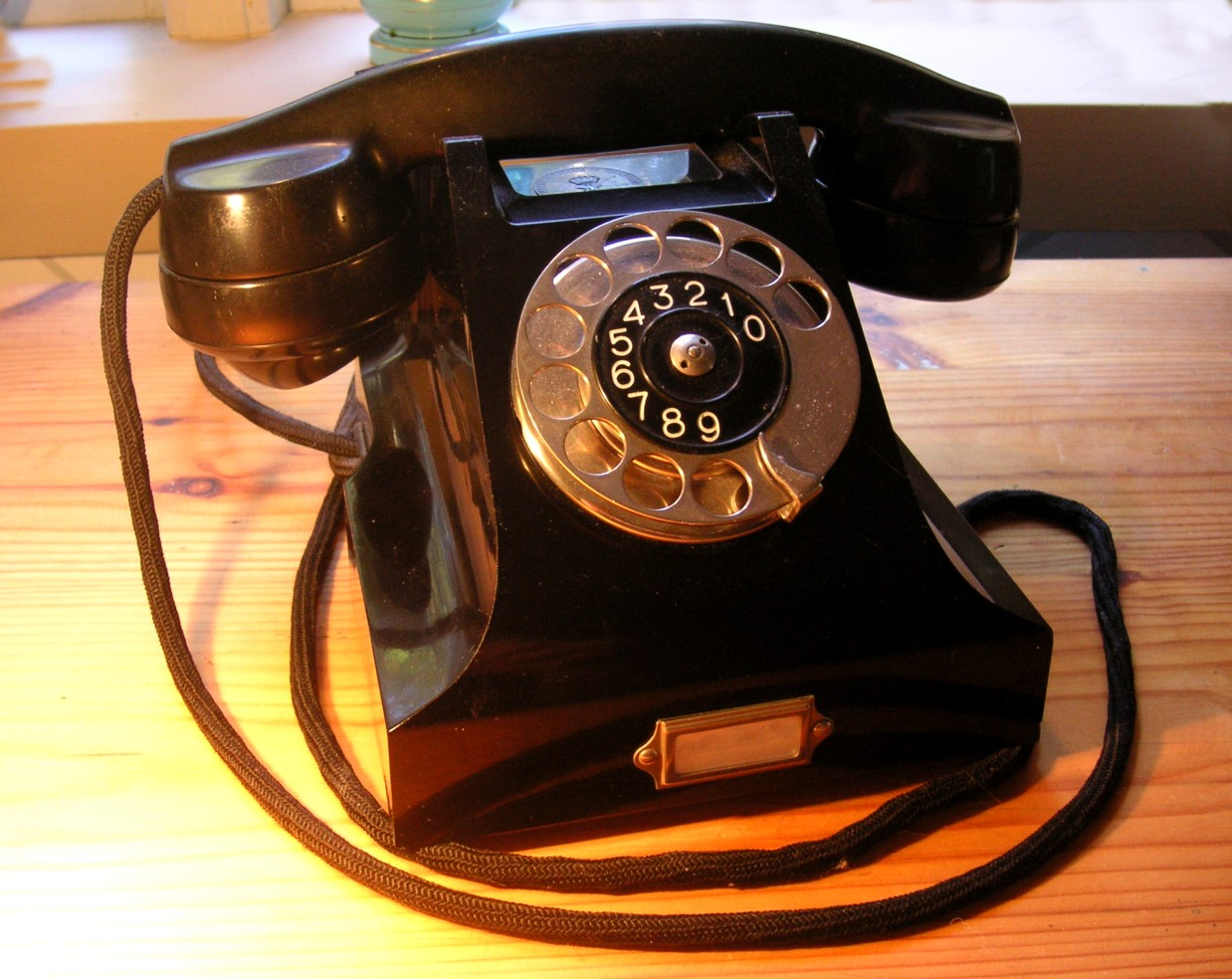
Telefone de baquelite da Ericsson (1931-1947)

## Cinema
O cinema sueco é conhecido por vários filmes famosos do século XX - O Sétimo Selo (1957), Os Emigrantes (1971), A Flauta Mágica (1975), Fanny e Alexander (1982) e Fucking Åmål (1998), vários cineastas e diretores de fotografia de alto nível - Ingmar Bergman, Victor Sjöström, Lasse Hallström, Roy Andersson, Lukas Moodysson e Sven Nykvist, e por vários atores e atrizes de renome - Greta Garbo, Ingrid Bergman, Max von Sydow, Peter Stormare, Lena Olin e Stellan Skarsgård.                                                                                                           

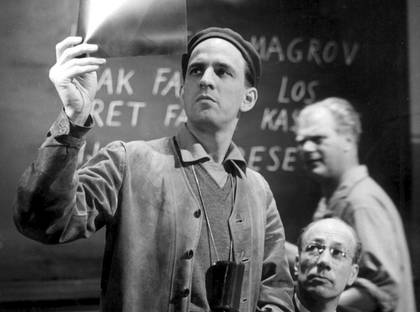
Smultronstället Morangos Silvestres Ingmar Bergman 1957
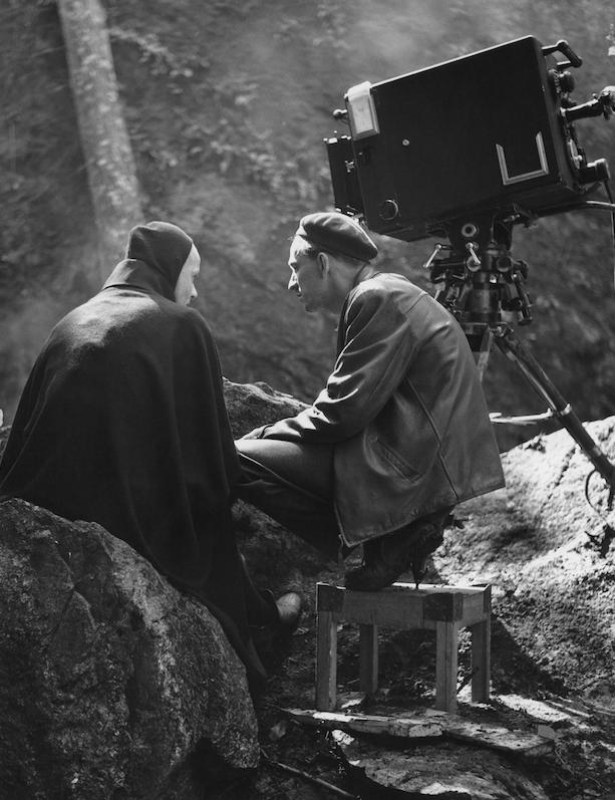
Det sjunde inseglet O Sétimo Selo Ingmar Bergman 1957

## Teatro
O teatro na Suécia tem como cena principal o Teatro Dramático Real (Dramaten) na capital Estocolmo. Milhões de espectadores visitam anualmente inúmeros teatros municipais (stadsteater) em cidades como Helsingborg, Malmö, Gotemburgo, Uppsala e Estocolmo, teatros regionais (länsteater) em regiões como Norrbotten, Småland, Örebro e Jämtland, o teatro nacional de tourné Teatro Nacional Sueco (Riksteatern), teatros locais amadores e teatros livres profissionais.

Entre os autores de dramas, ressalta em primeiro lugar August Strindberg, e além dele escritores como Hjalmar Bergman, Pär Lagerkvist, Lars Molin, Suzanne Osten, Per Olov Enquist, Stig Dagerman e Lars Norén.

Encenadores como Ingmar Bergman, Alf Sjöberg e Lars Norén usaram o palco para expor a psicologia humana.

Entre as peças famosas de autores suecos, podemos destacar Senhorita Júlia / Menina Júlia (Fröken Julie) e O Pai (Fadren) de Strindberg, Bödeln de Pär Lagerkvist, Judasdramer de Stig Dagerman, A Noite das Tríbades de Per Olov Enquist.

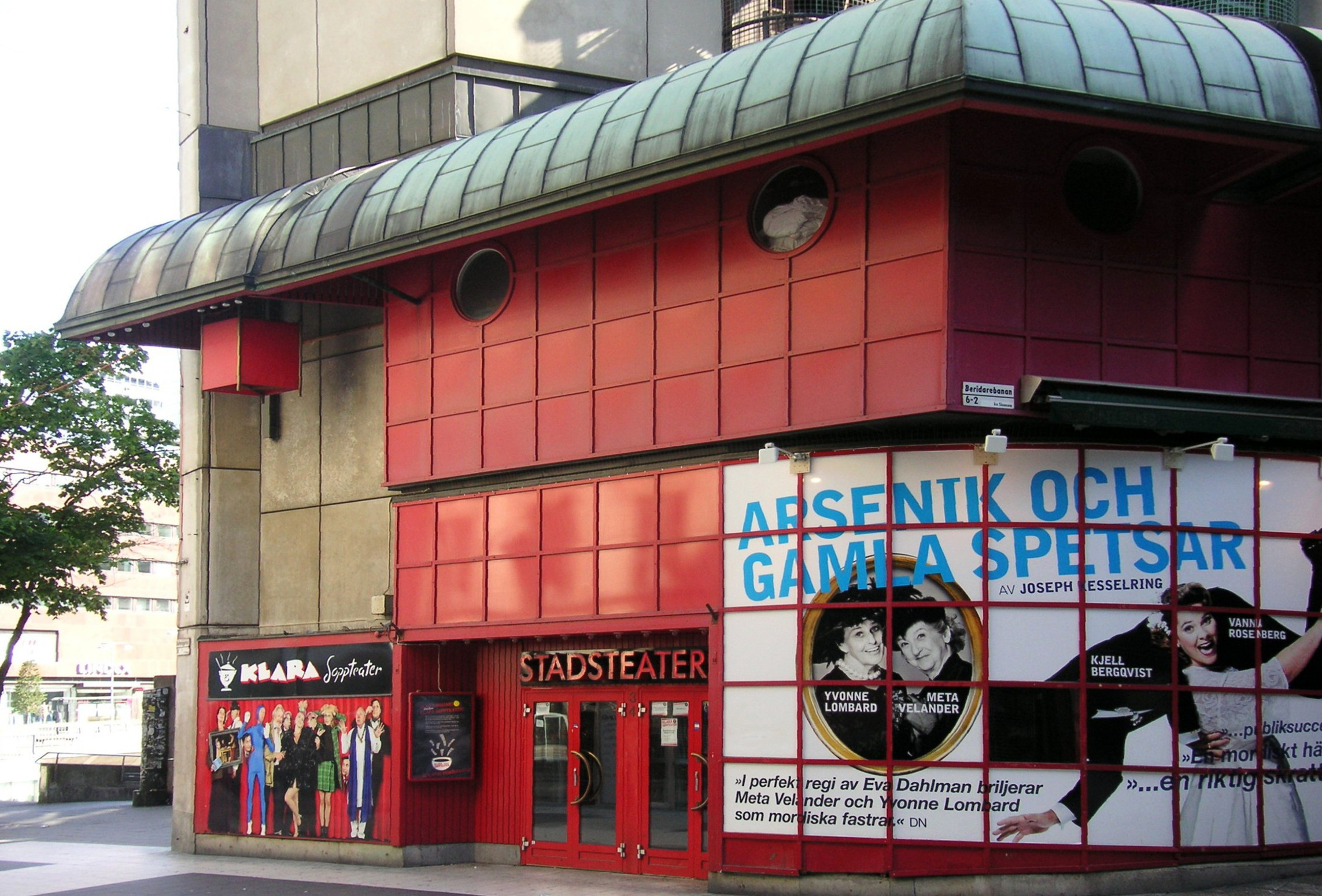
O Teatro Municipal de Estocolmo
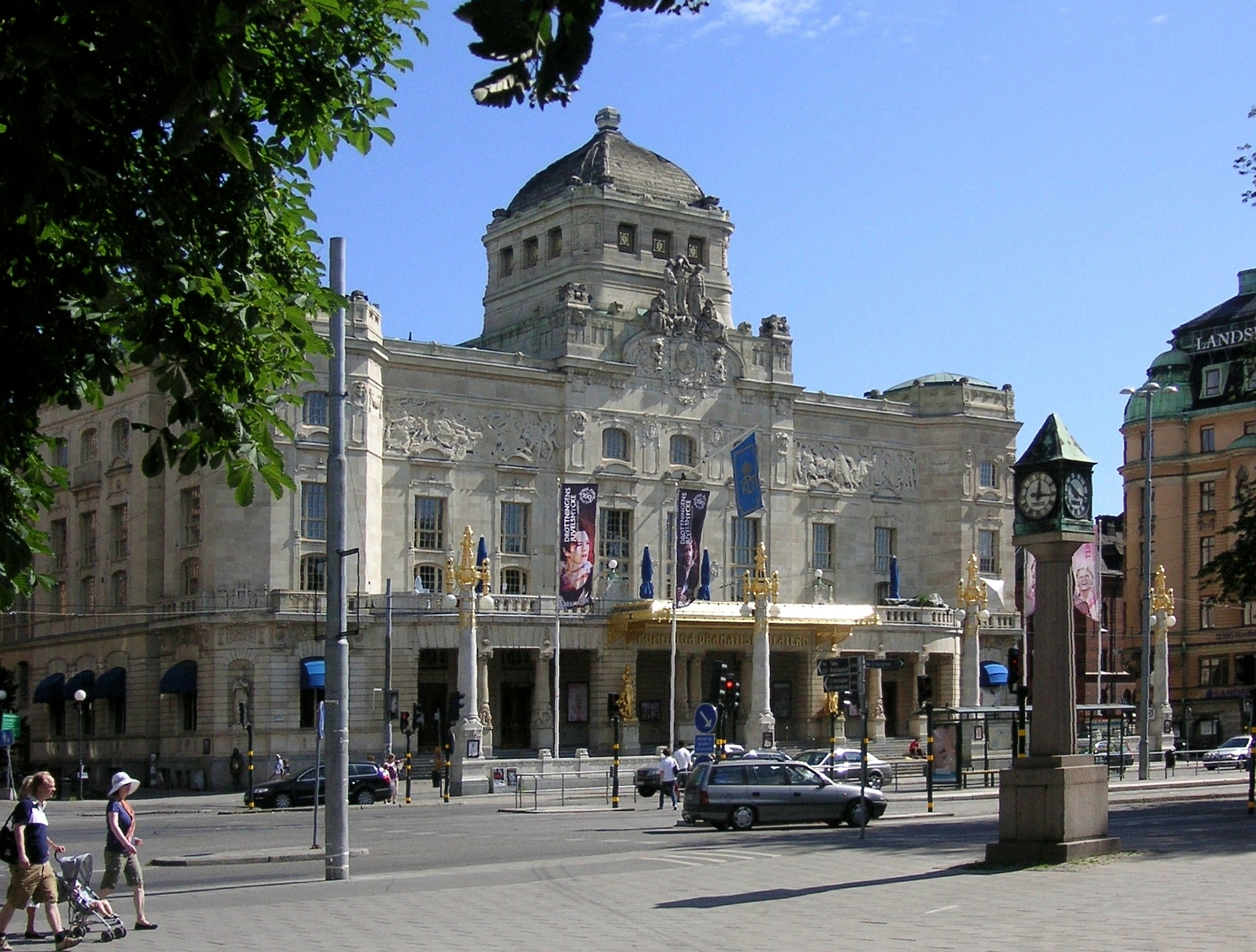
O Teatro Dramático Real
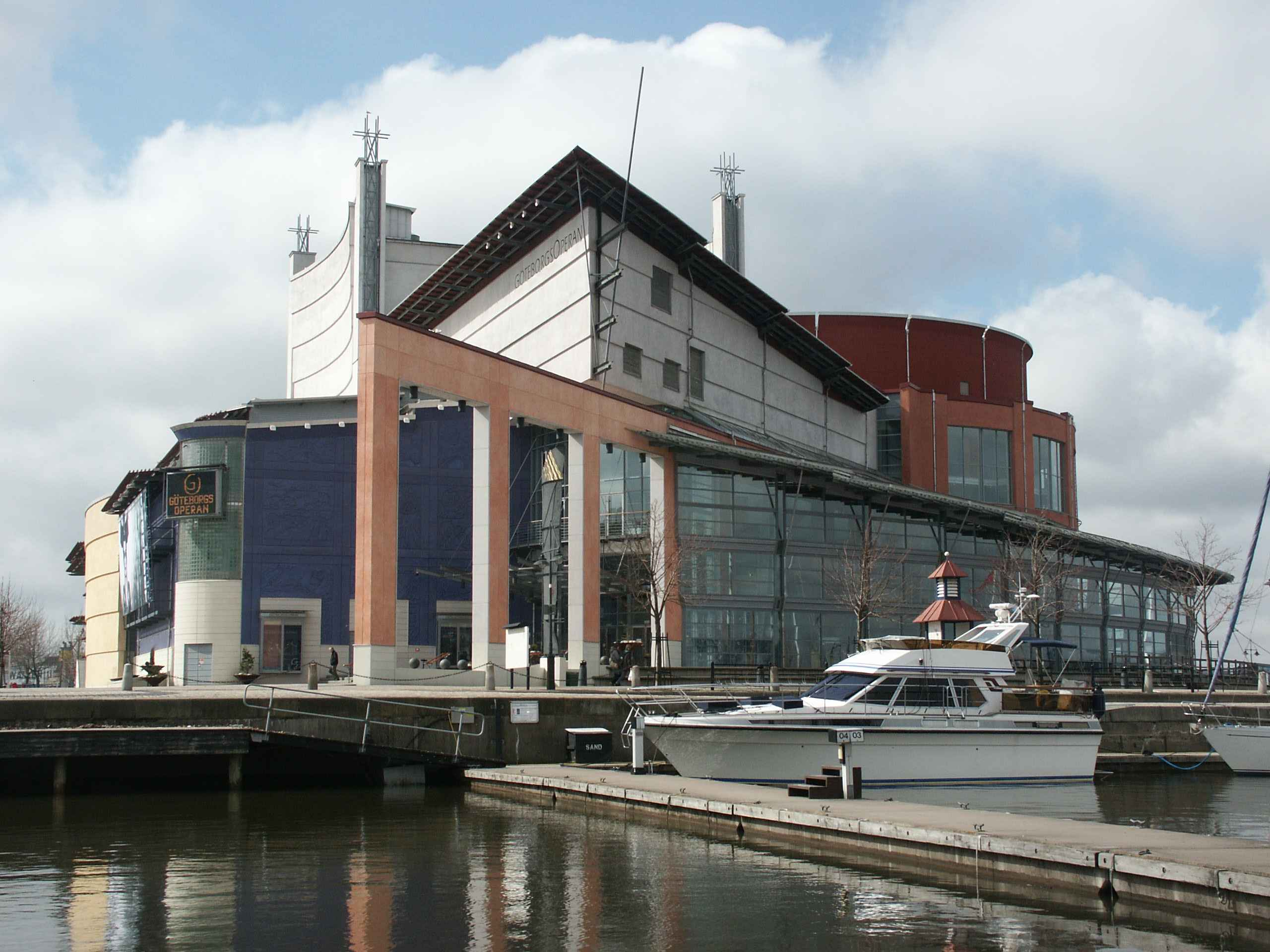
A Ópera de Gotemburgo

## Arte rupestre
A arte rupestre da Suécia abrange sobretudo gravuras rupestres da pré-história na parte sul do país – Gotalândia e Svealândia.
Particular importância, têm os sítios de arte rupestre de Tanum, situados a 1 km da localidade de Tanumshede, no município de Tanum, na província da Bohuslän. O maior de todos estes sítios está localizado em Vitlyckehällen, e contem mais de 300 figuras, entre as quais a famosa “Brudparet” (Os noivos).

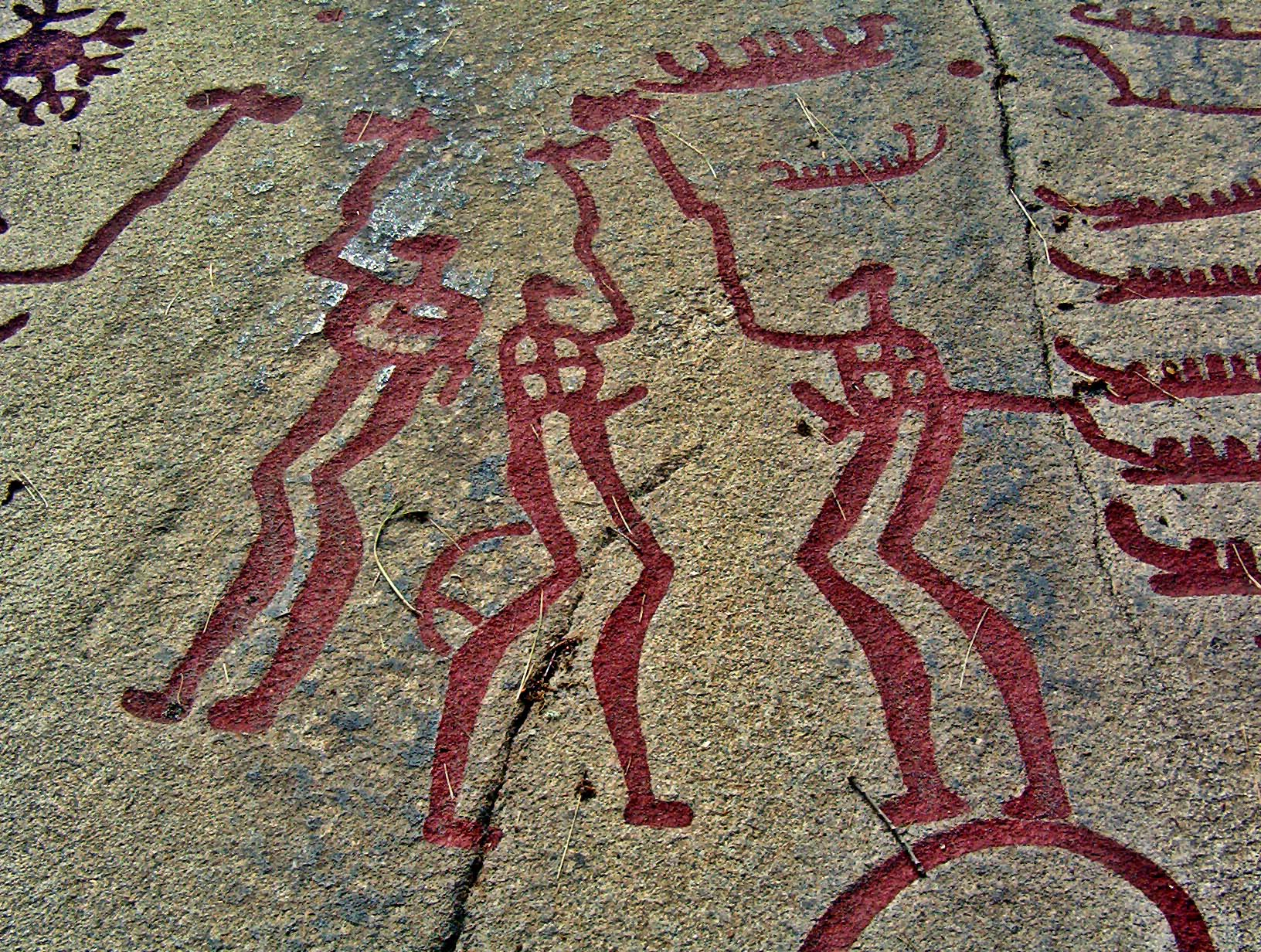
Gravuras Rupestres em Tanum na Bohuslän
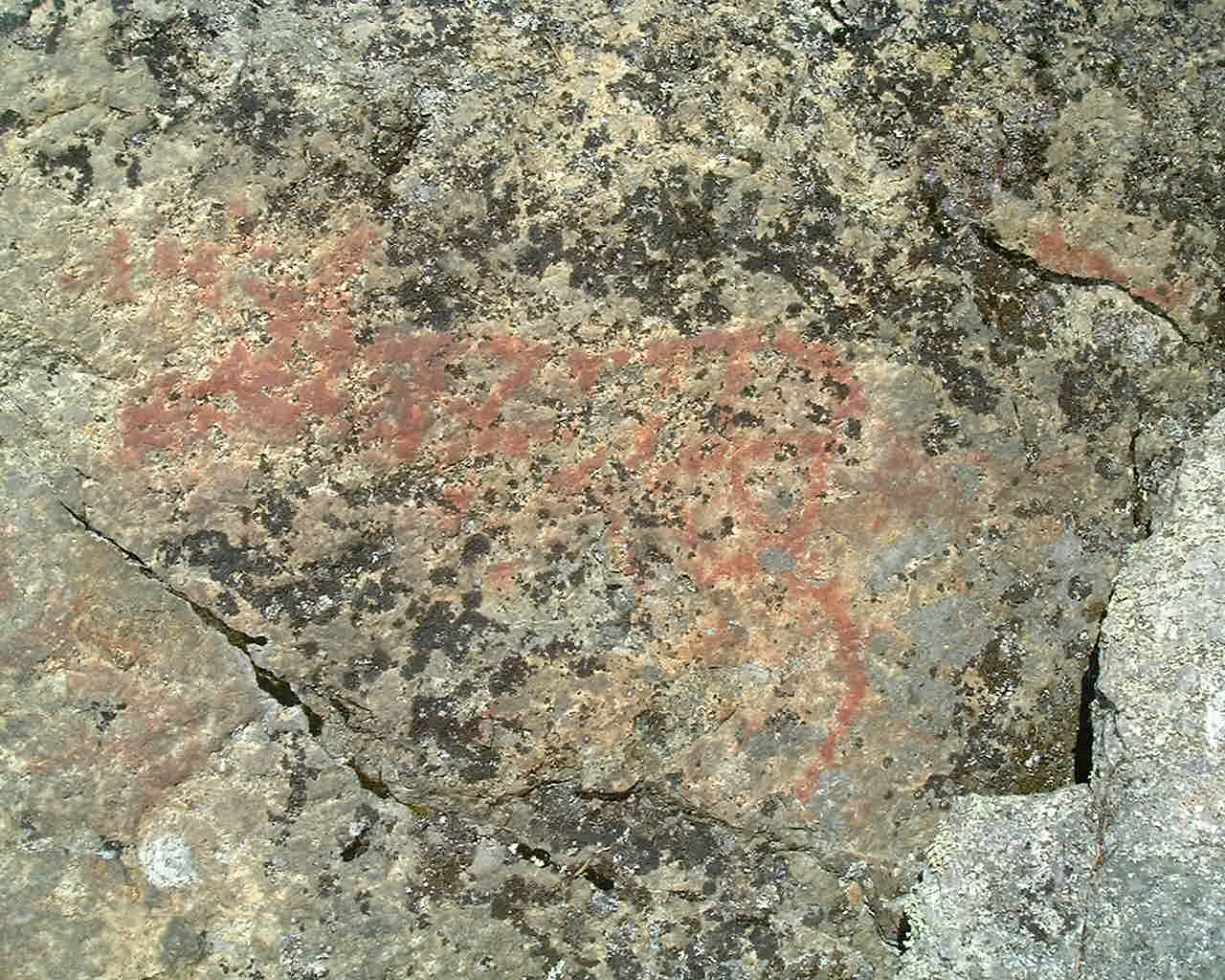
Figura de alce em Fångsjön na Jämtland.
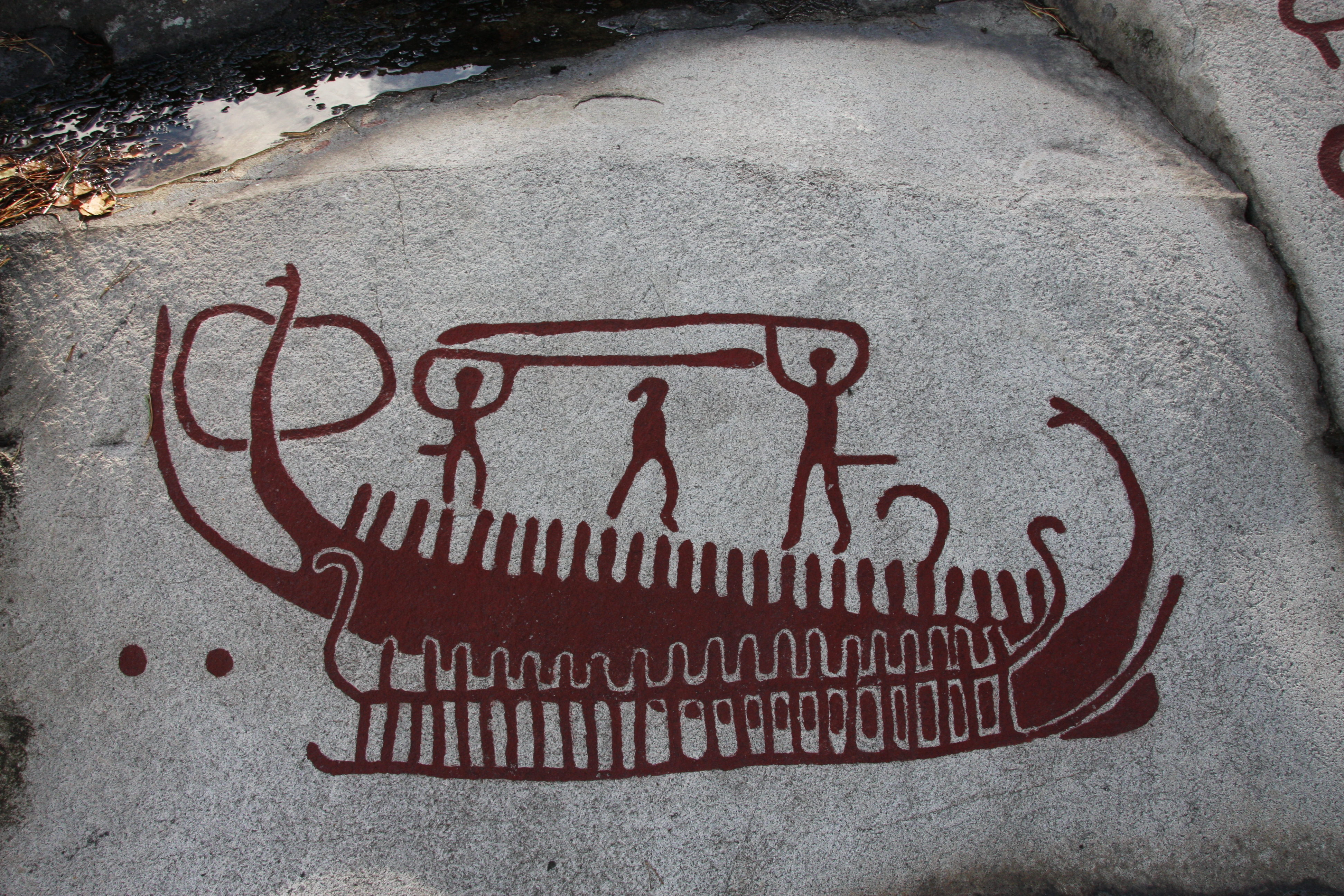
Gravura de Massleberg, perto de Strömstad, na Bohuslän

## Monumentos megalíticos
Os monumentos megalíticos da Suécia foram erigidos no período da Idade da Pedra e da Idade do Bronze, isto é aproximadamente de 3 500 até 500 a.C., sobretudo no Sul do país – Costa Oeste, Västergötland e Escânia.                                                                                       

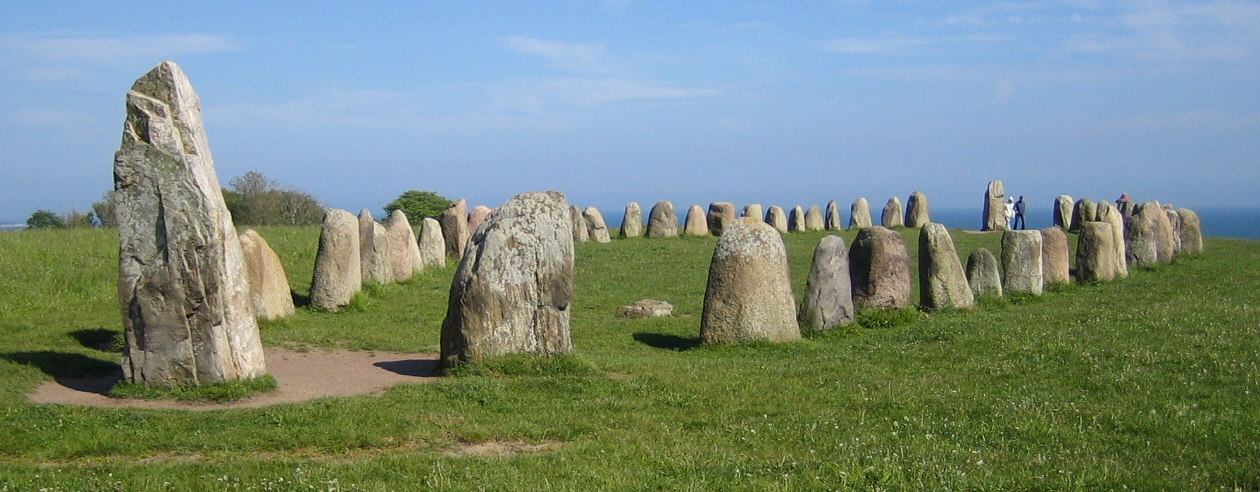
Pedras de Ale em Kåseberga, a cerca de 10 quilómetros de Ystad
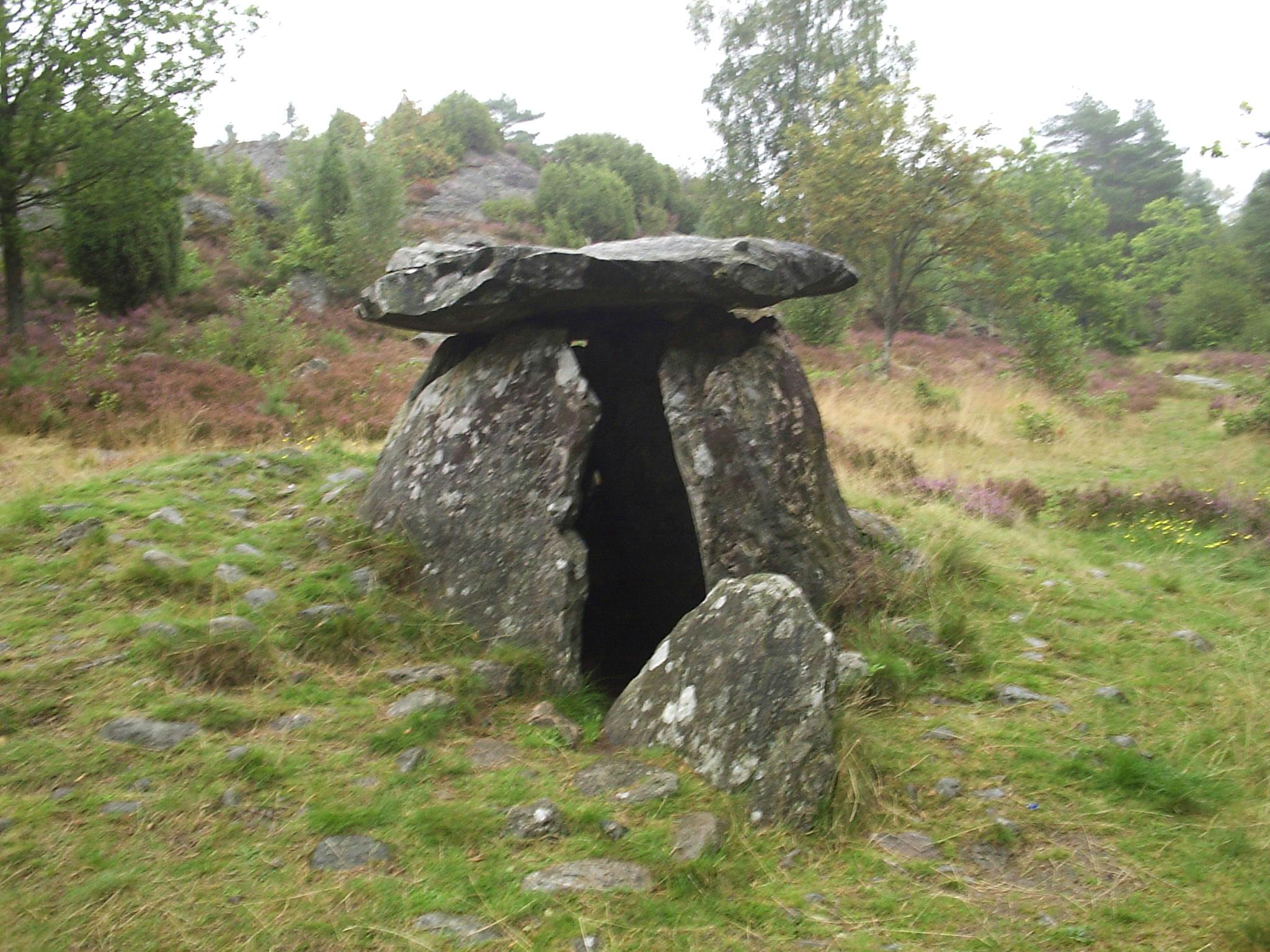
Dólmen Hagadösen na ilha de Orust
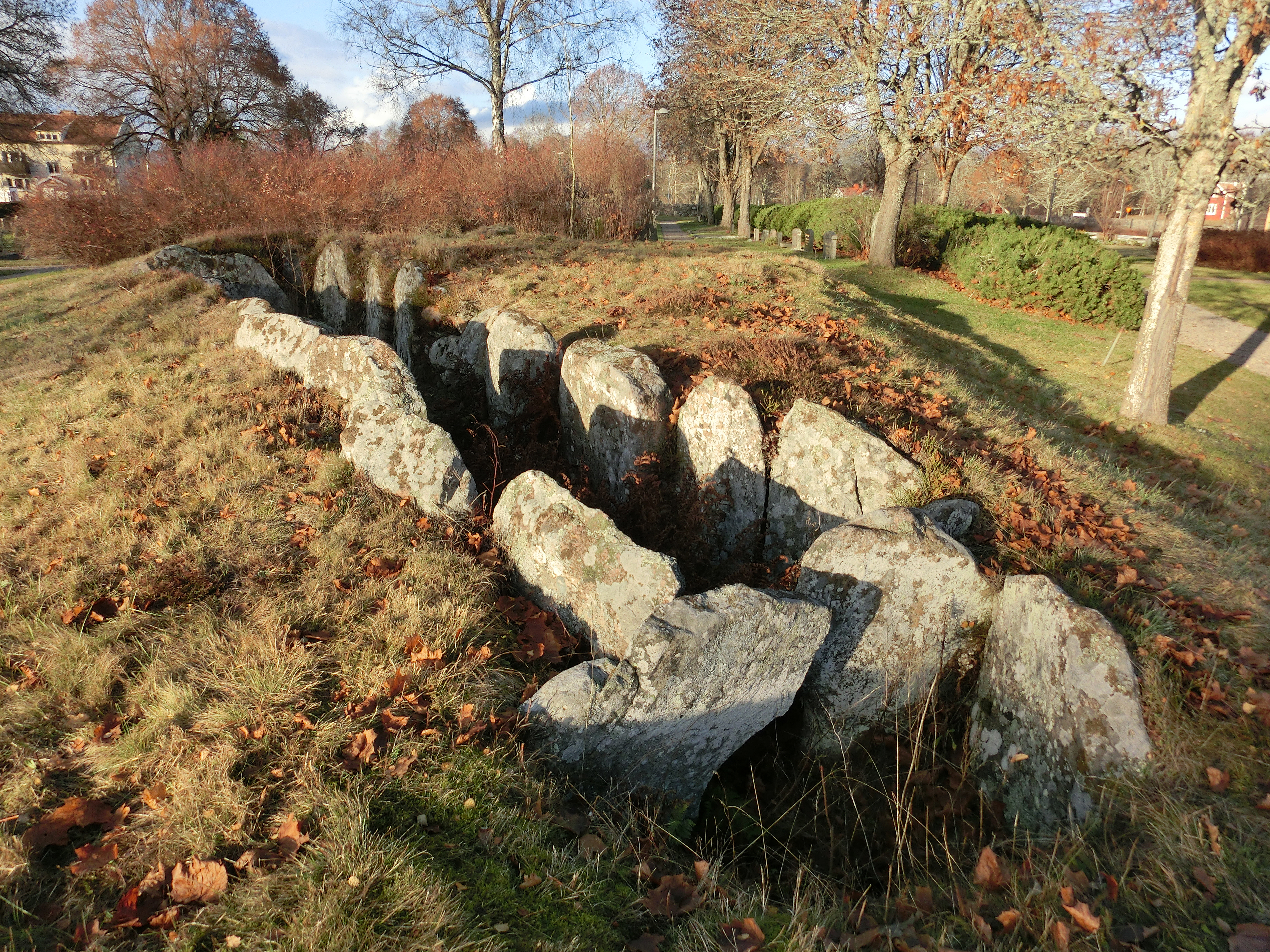
Túmulo megalítico em Herrljunga

## Culinária
A culinária da Suécia (svenska köket) baseia-se na carne, peixe e laticínios.                                                                                                                                                                                                    As batatas são o acompanhamento normal da comida sueca, cozidas ou em puré.                                                                                                                                                                                               Os pratos são frequentemente igualmente acompanhados por legumes e saladas.                                                                                                                                                                                                   
Na Suécia come-se uma grande variedade de pães, desde os macios aos estalejante, principalmente de centeio, mas também de trigo.
Uma especialidade da Suécia, é o smörgåsbord, um  bufê reunindo variadas iguarias. 

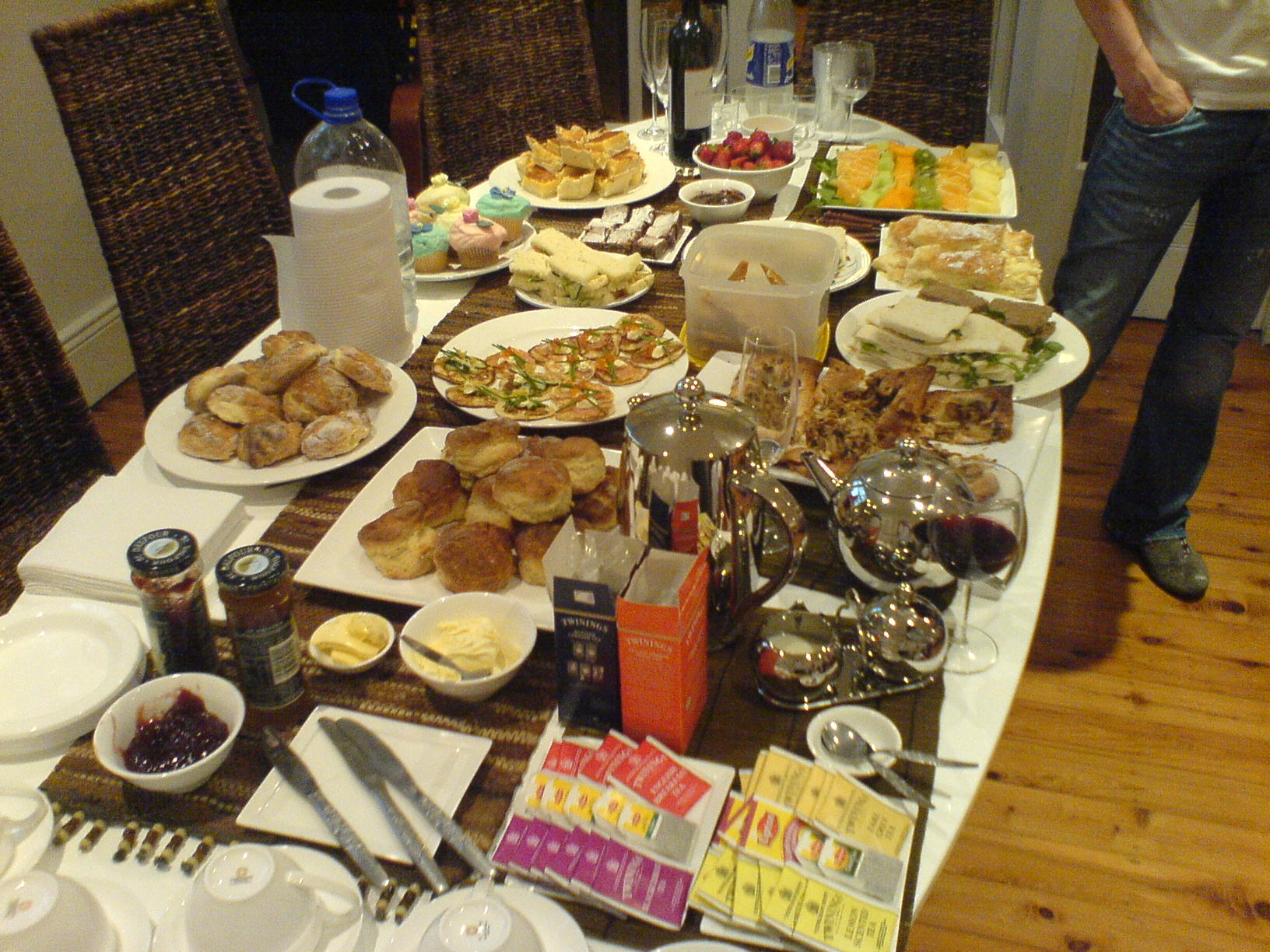
Mesa servida com Smörgåsbord
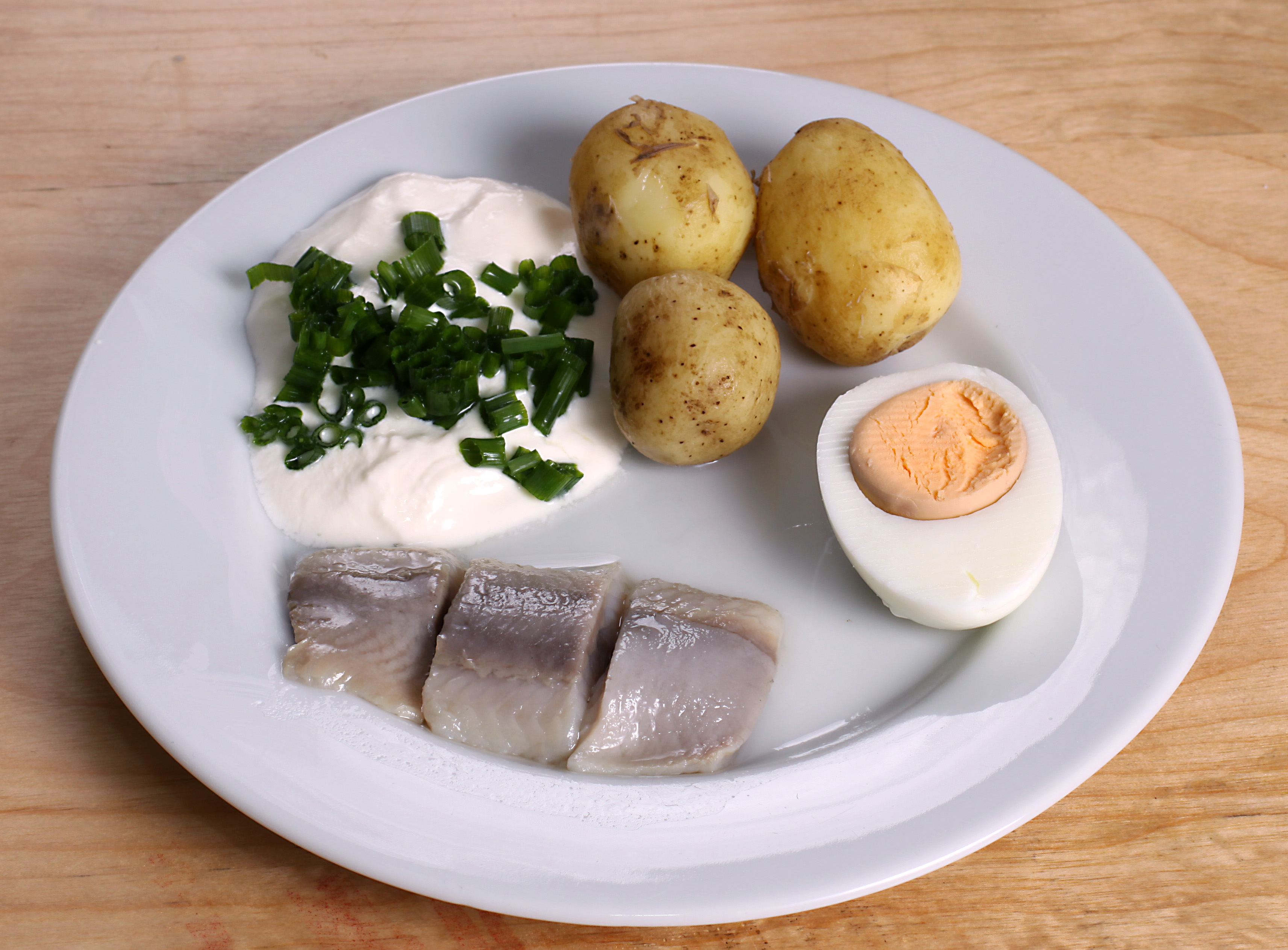
Arenque com batata cozida
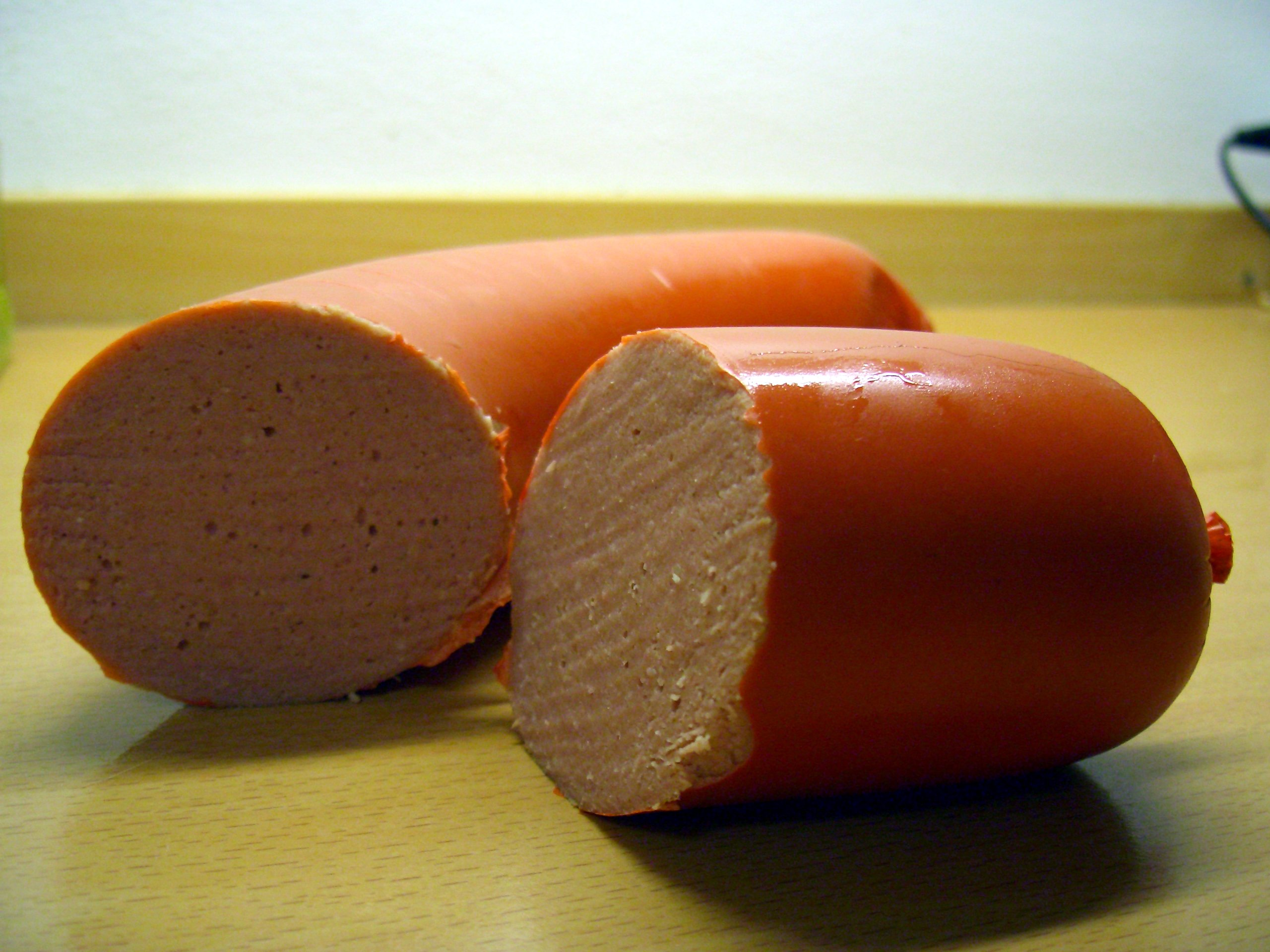
Salsicha de Falun (falukorv)
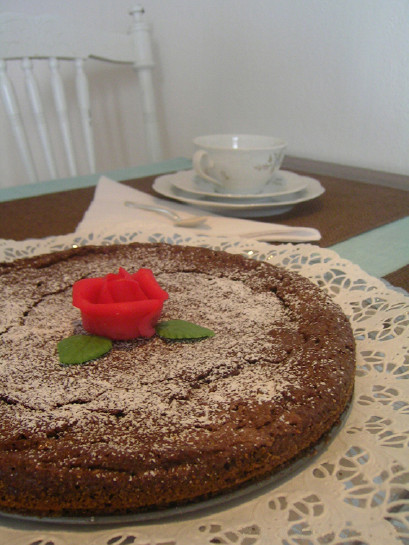
Bolo de chocolate kladdkaka
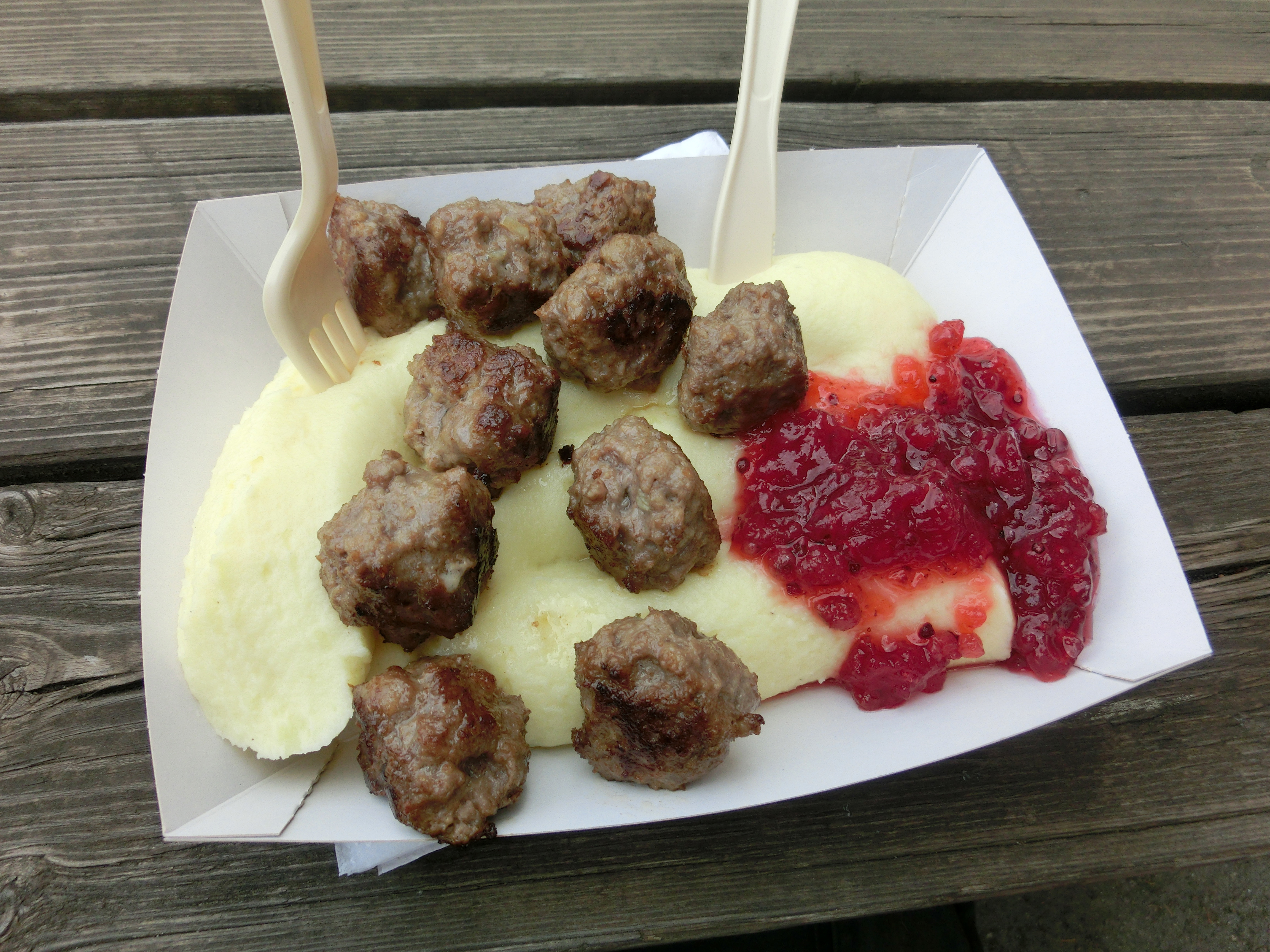
Almôndegas com puré de batata e doce de arando vermelho
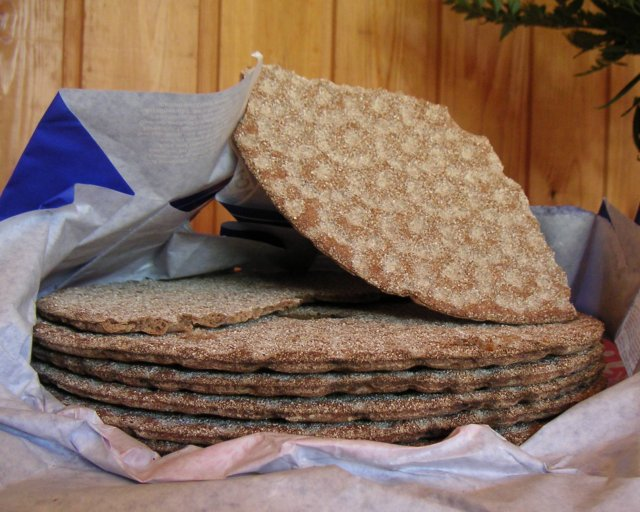
Pão estalejante (knäckebröd)

## Festas e feriados
Muitas festas e feriados tradicionais celebrados na Suécia têm origem religiosa – tanto no cristianismo como nas religiões pagãs dos tempos antigos. Nos nossos dias são sobretudo uma ocasião das famílias e amigos se encontrarem.

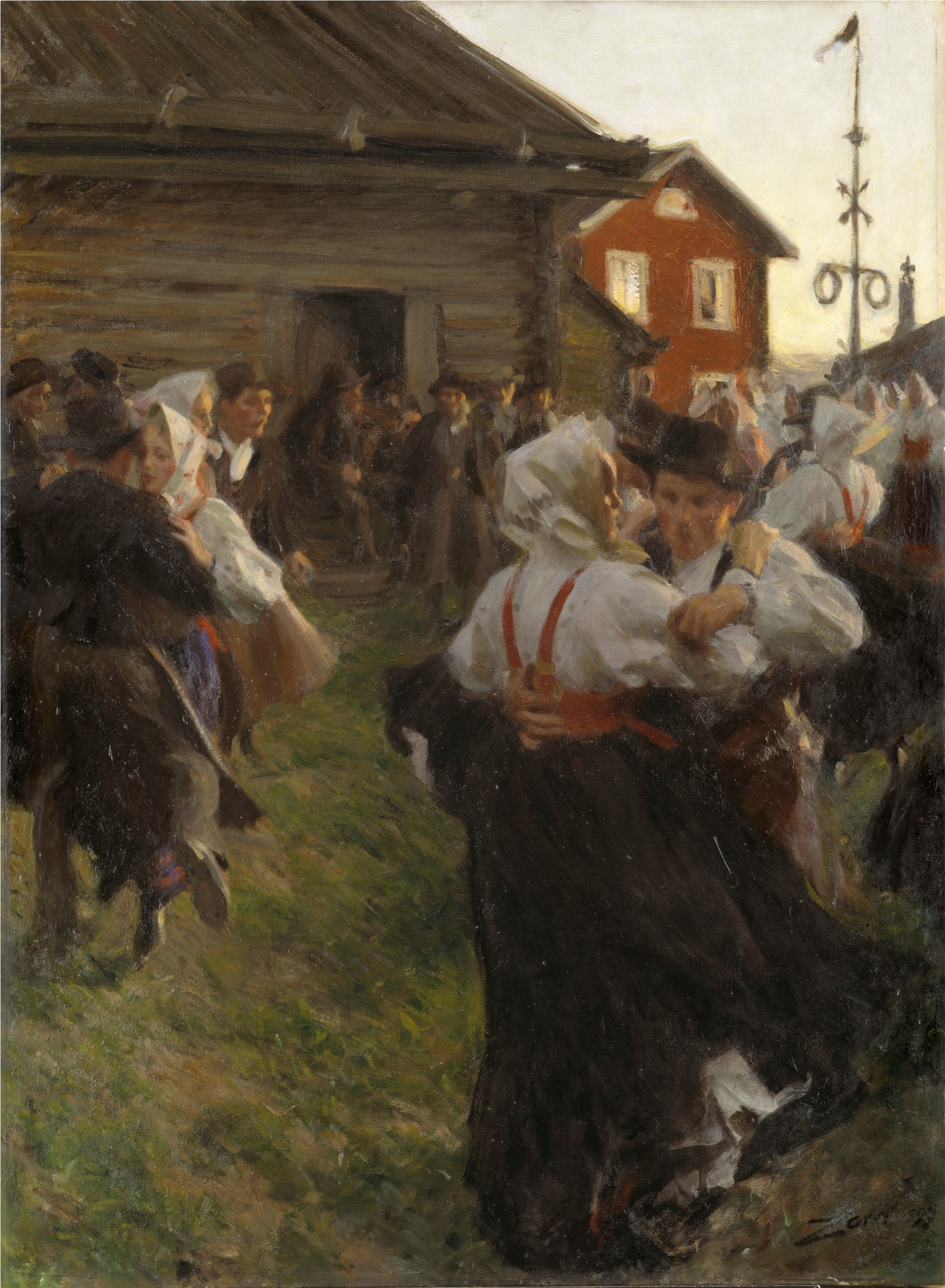
Baile da festa de verão Anders Zorn 1897
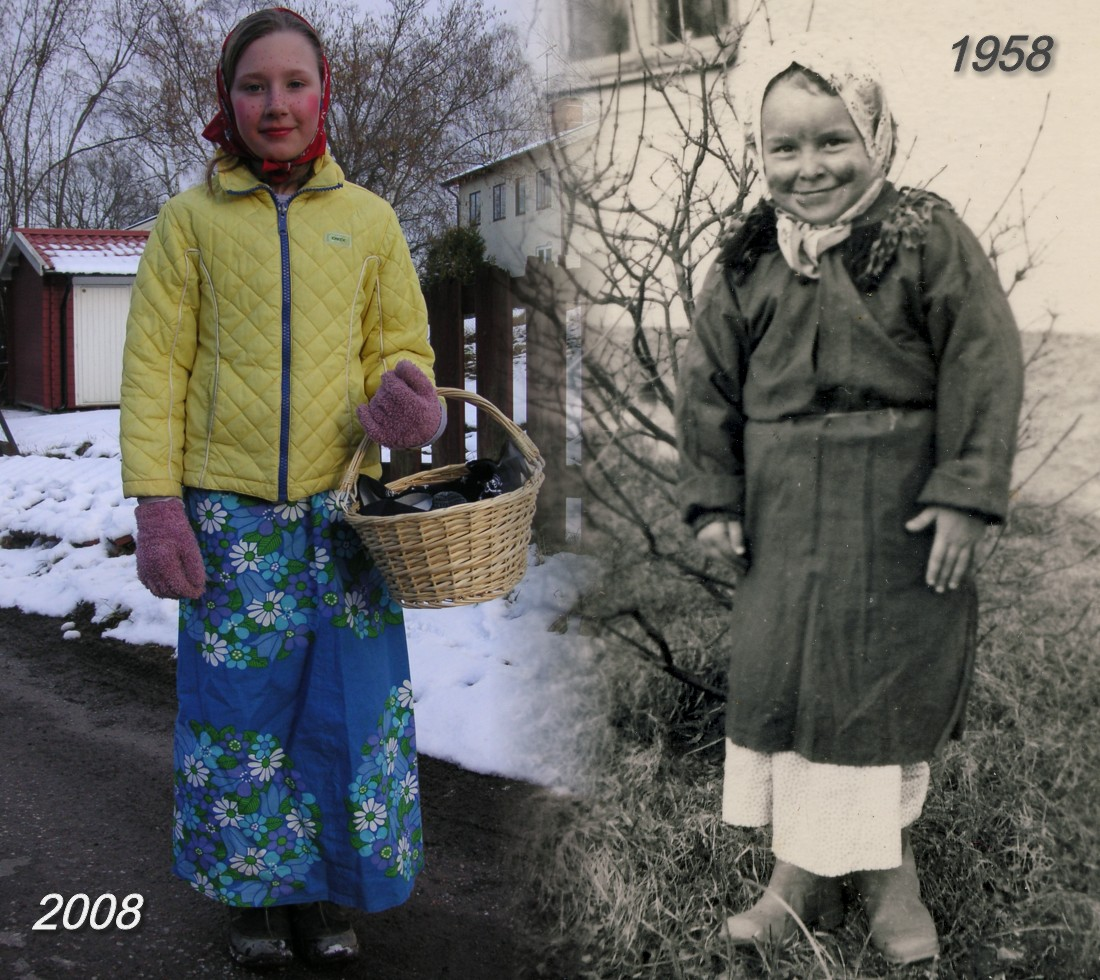
Duas meninas vestidas de "bruxas da Páscoa" (2008 e 1958)
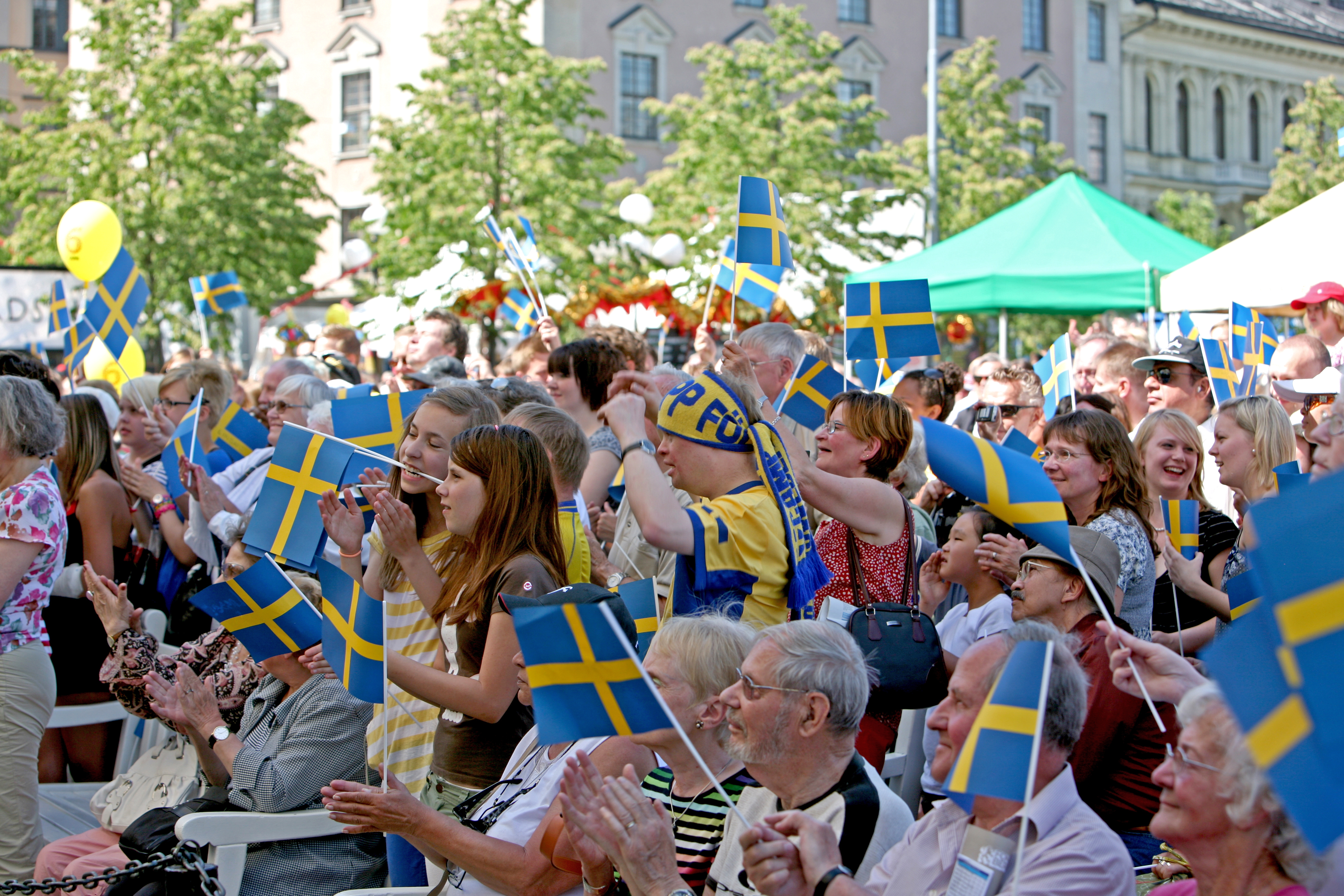
O dia da Suécia

## Símbolos nacionais
Entre os símbolos nacionais da Suécia podem ser destacados a bandeira (svenska flaggan), com uma cruz nórdica amarela em fundo azul, e o brasão de armas (riksvapnet). A Mãe Svea (Moder Svea) é uma personificação nacional do país. Os trajes típicos (folkdräkter) exprimem identidade através da roupa. Ainda a ressaltar, estão o hino nacional "Du gamla, Du fria" (nationalsången) e o Dia da Suécia (Sveriges nationaldag), festejado em 6 de junho.
Típicos da Suécia e associados à sua imagem estão as suas casinhas vermelhas (röda stugor) e os cavalos de Dalarna (dalahästen), entre outros.

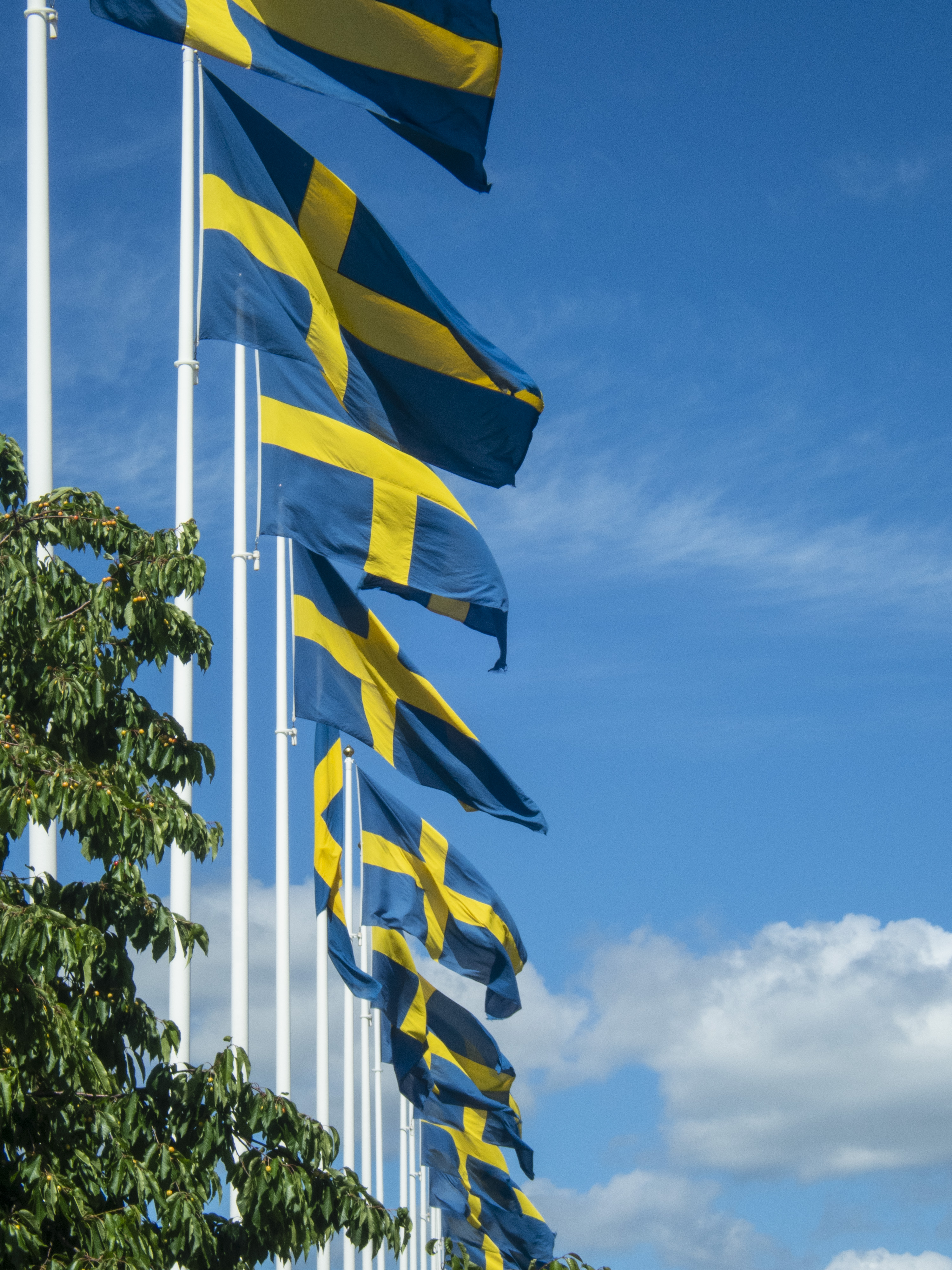
Bandeira
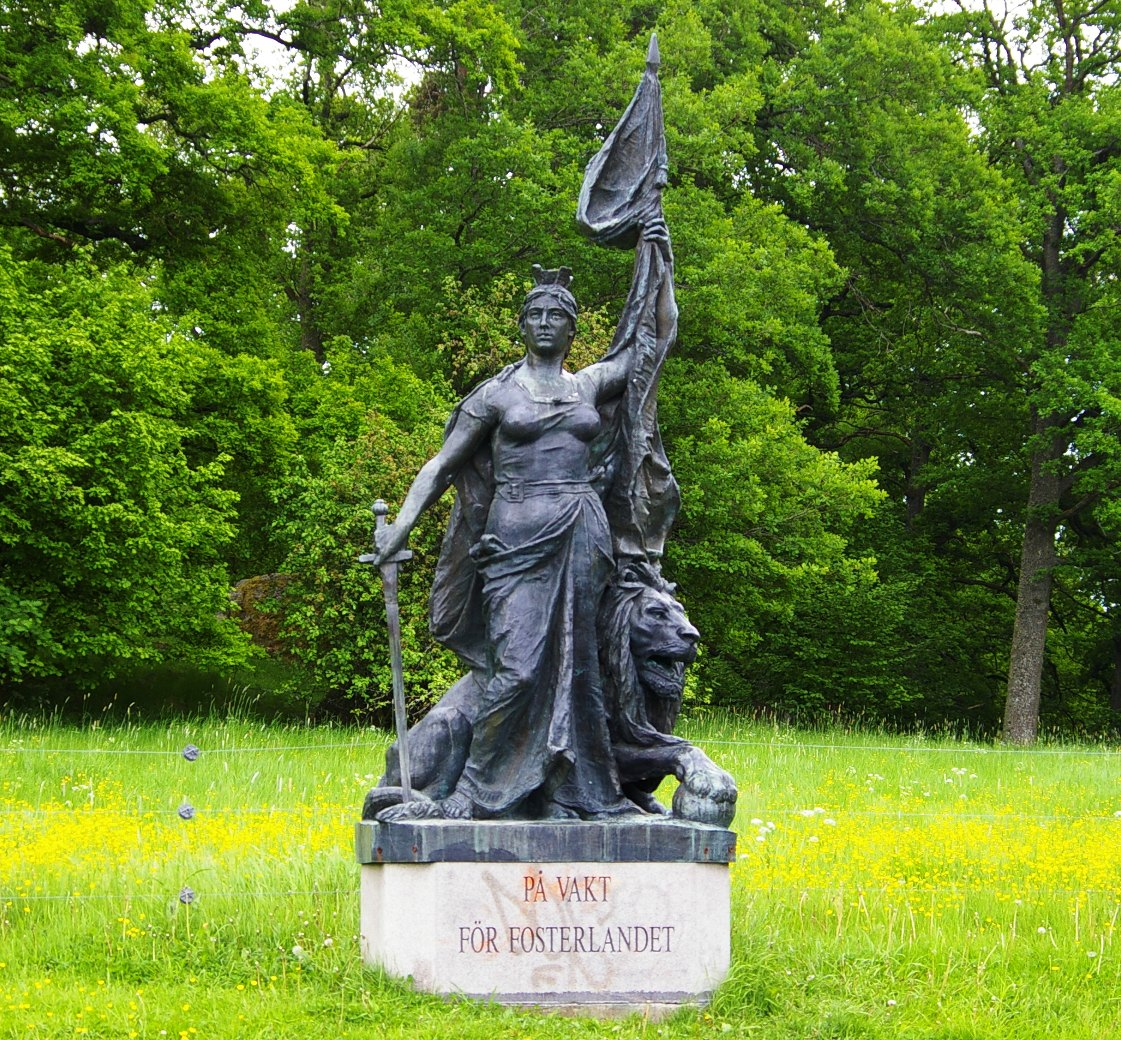
A Mãe Svea
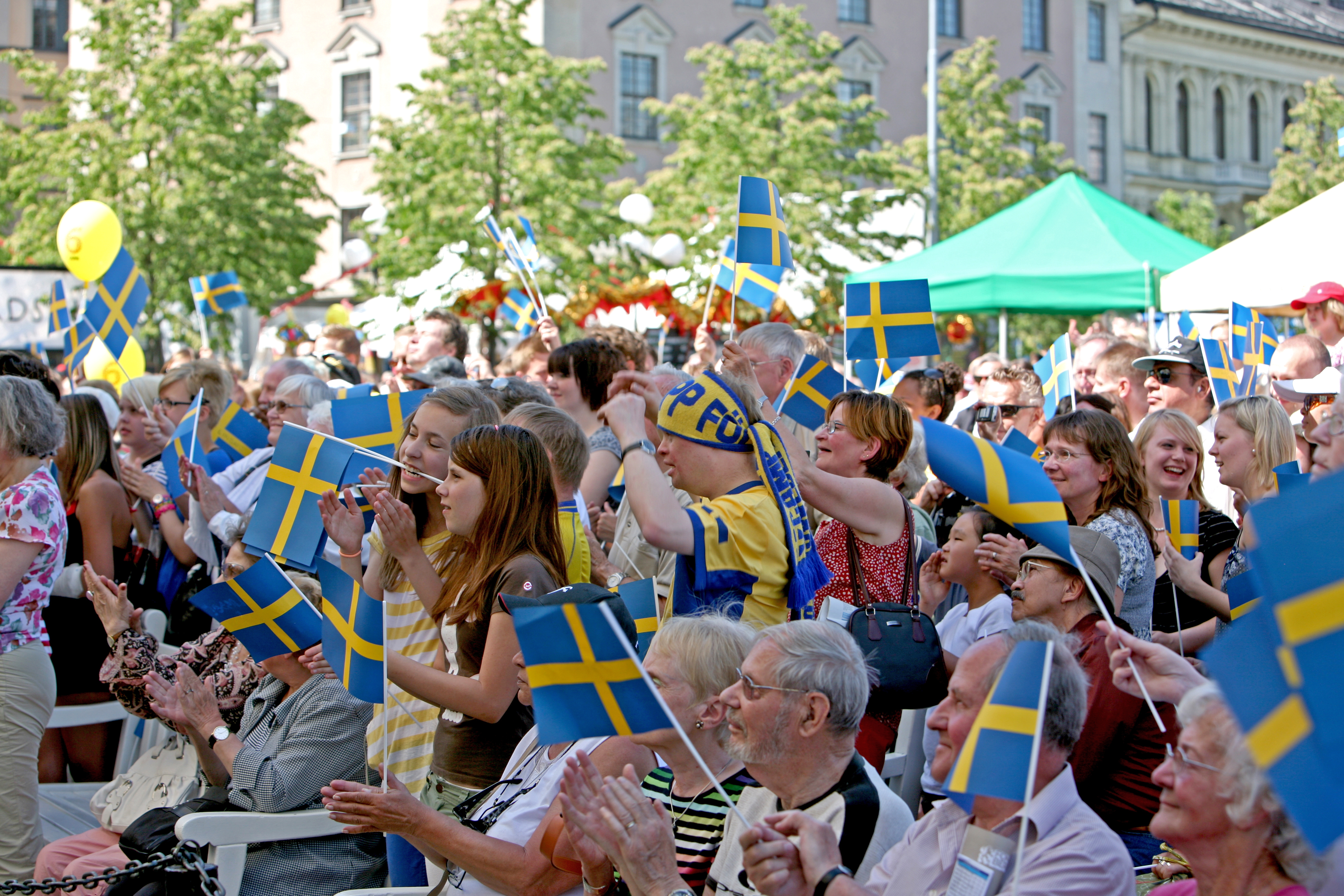
Dia da Suécia
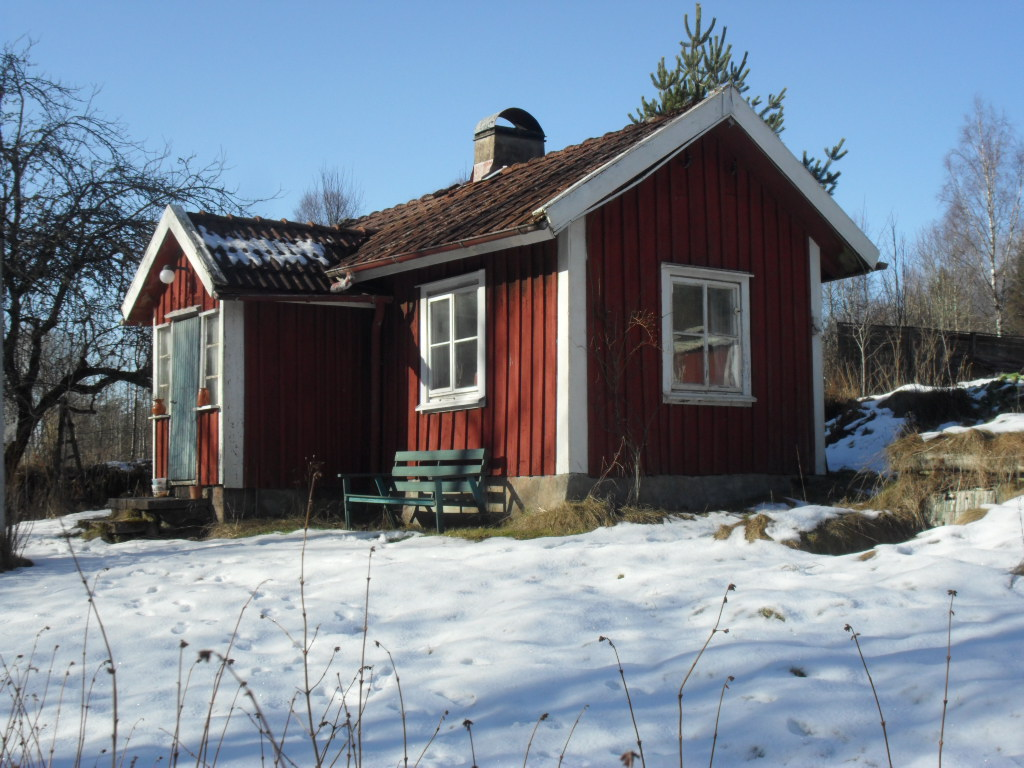
Casinha vermelha
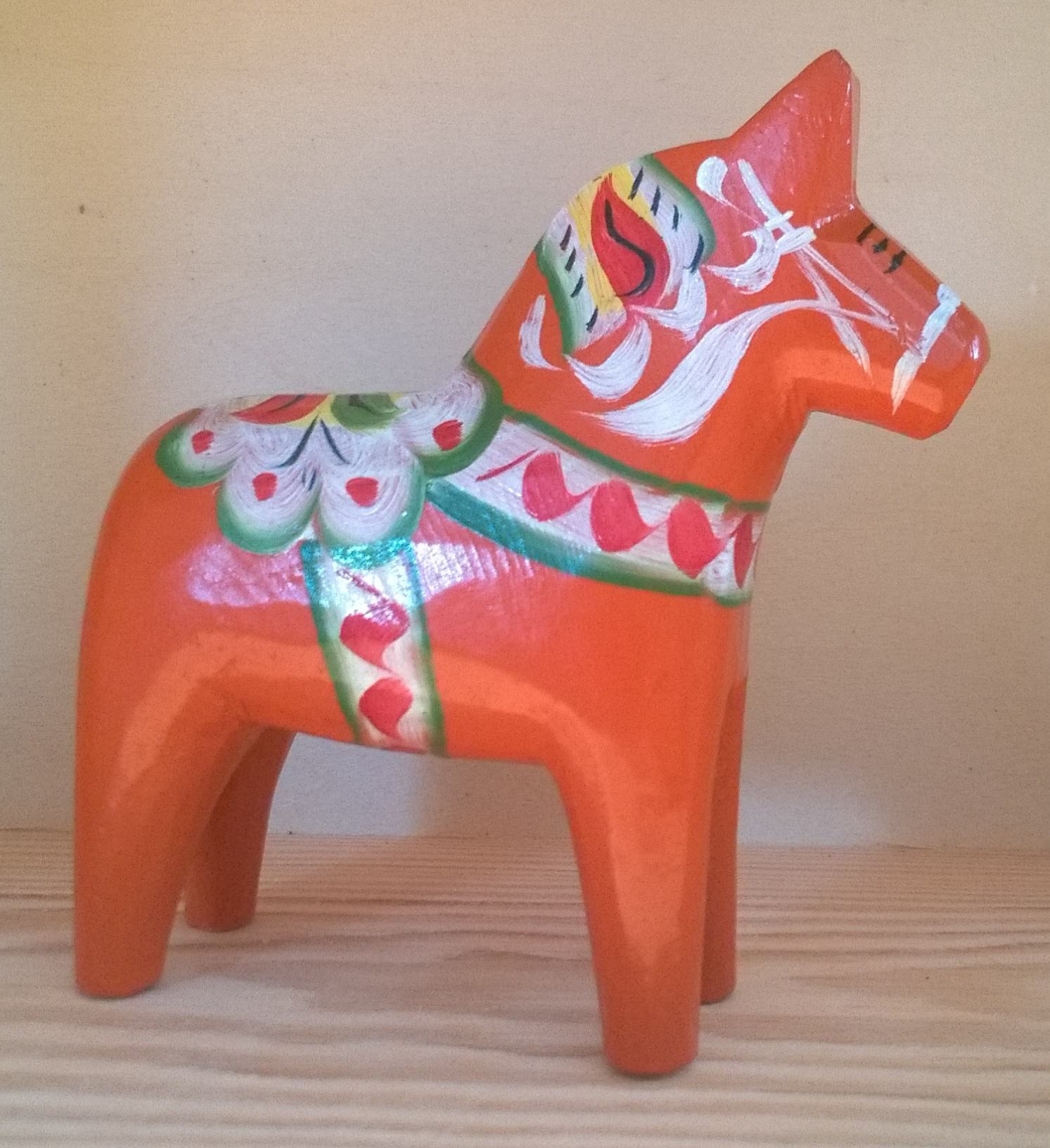
Cavalo de Dalarna
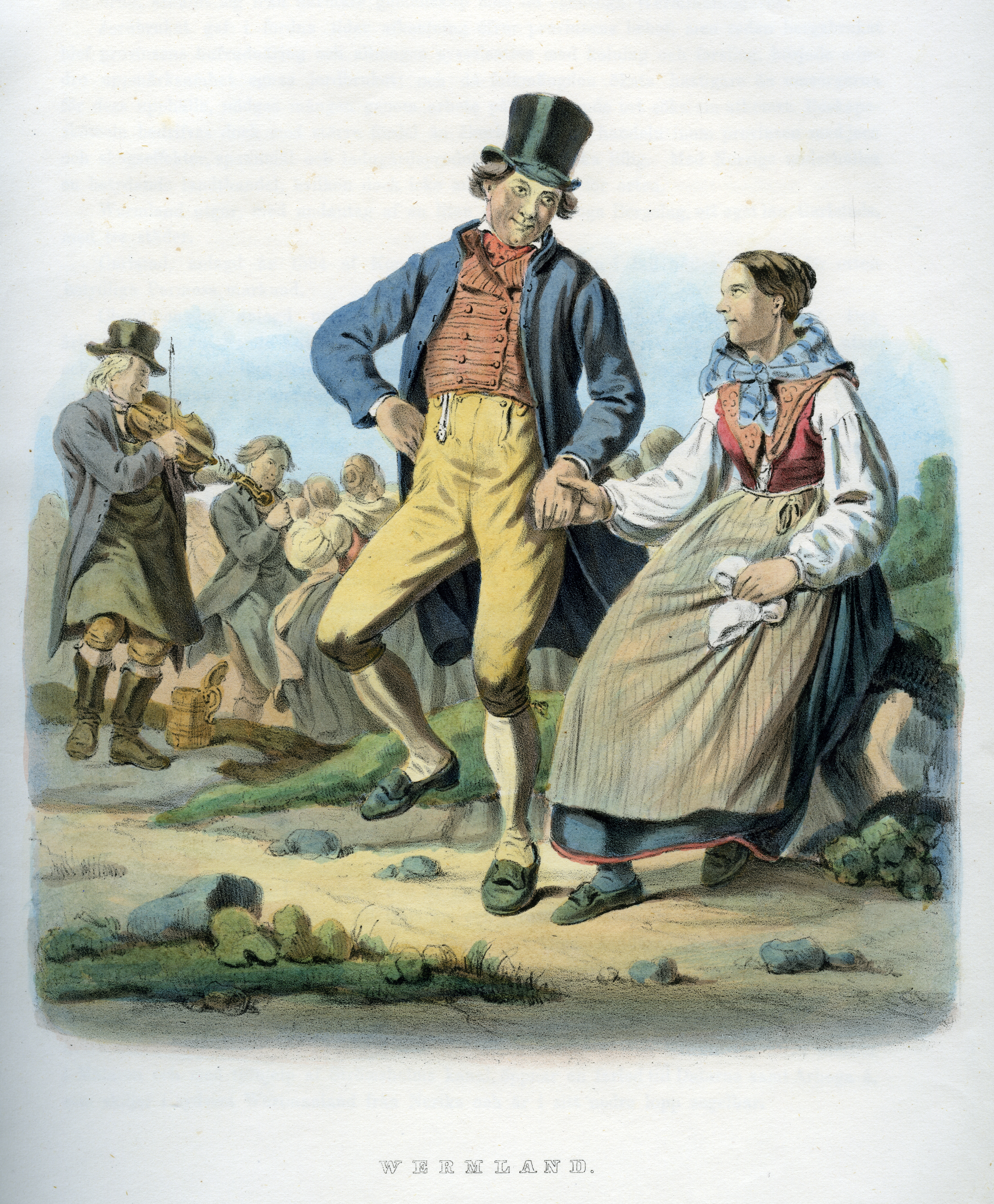
Trajes típicos tradicionais da província da Värmland

## Desporto
Os desportos com maior número de praticantes na Suécia são o futebol, a ginástica e o floorball. Entre os homens, a preferência vai para o futebol, o floorball, o golfe e o hóquei no gelo. Entre as mulheres, a predileção vai para a ginástica, o futebol, o hipismo e o atletismo. As crianças e jovens escolhem sobretudo o futebol, o hipismo e o floorball.

Os desportos que atraem o maior número de espectadores são o futebol, o hóquei no gelo, o motociclismo, o atletismo e os esquis.

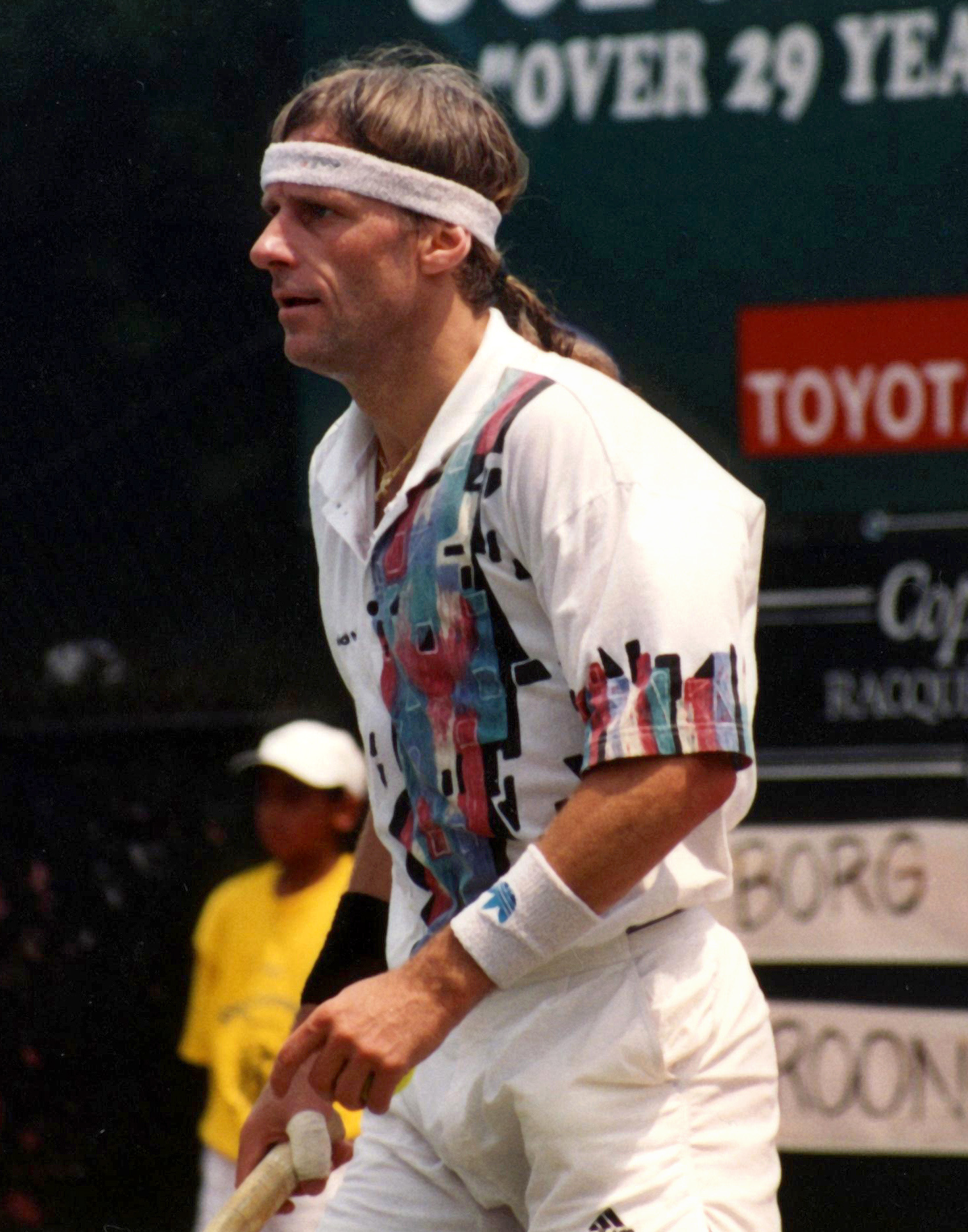
O tenista Björn Borg
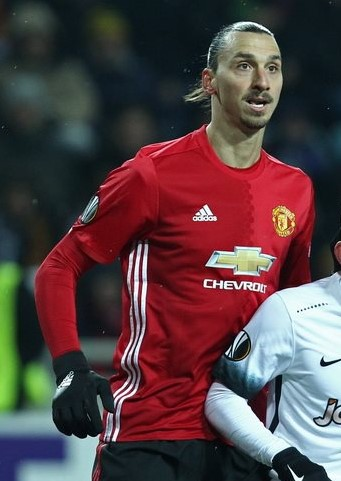
O futebolista Zlatan Ibrahimovic
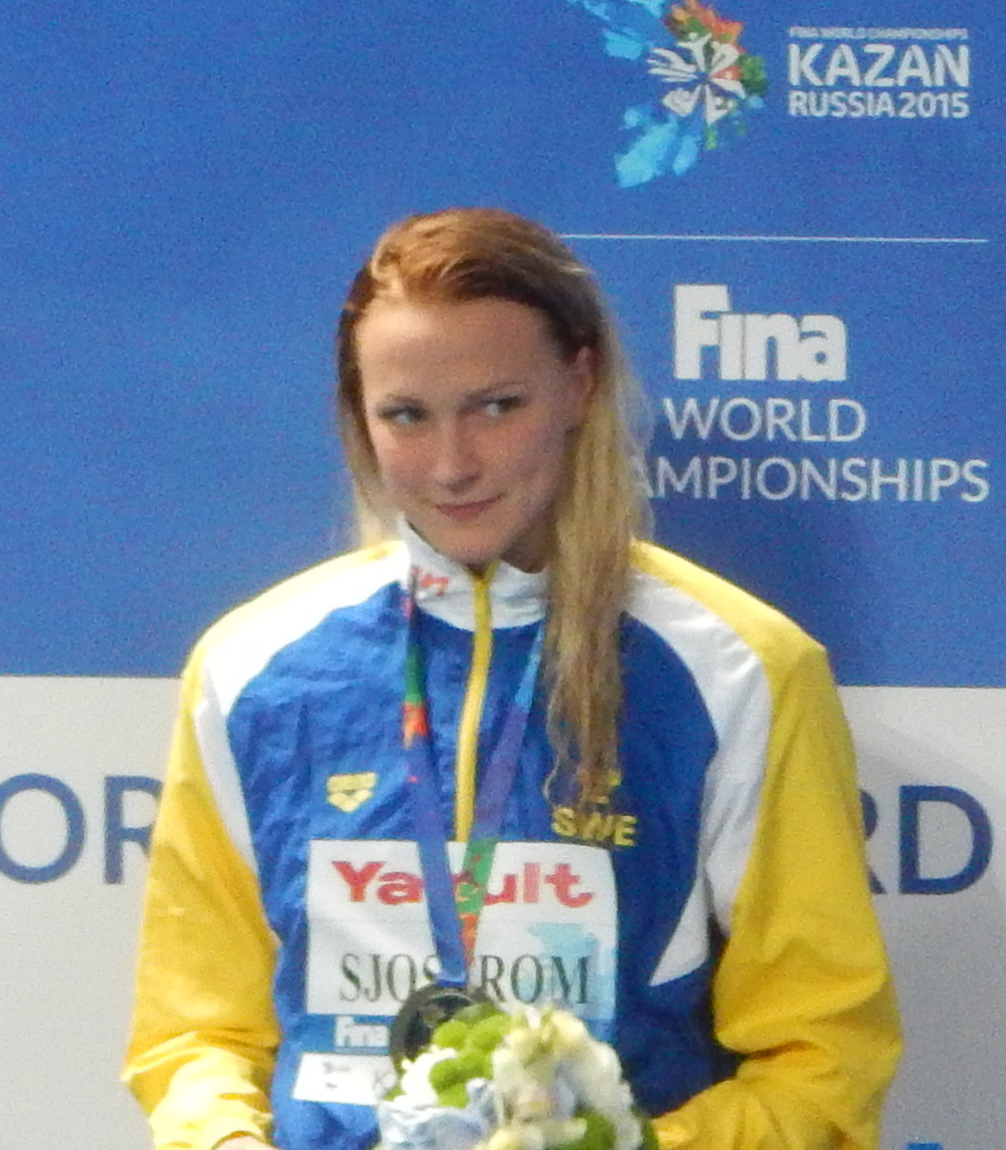
A nadadora Sarah Sjöström
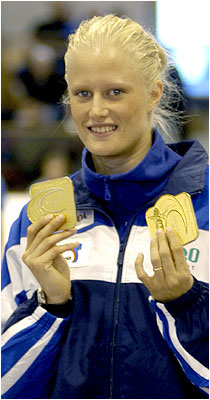
A atleta Carolina Klüft
O automobilista Ronnie Peterson na década de 1970
O esquiador Ingemar Stenmark na década de 1970